# Lancia Appia berlina

Una immagine scattata a Torino lungo gli argini del Po, che ritrae le tre berlina (prima, seconda e terza serie). Da rilevare che i ripetitori laterali arancione degli indicatori di direzione (lampeggiatori) che appaiono sulla prima e sulla seconda serie sono stati montati in epoca successiva alla prima immatricolazione per il necessario adeguamento alle norme del Nuovo Codice della Strada emanato nel luglio 1959

La Lancia Appia berlina è una autovettura prodotta dalla Lancia dal 1953 al 1963 in tre serie successive.

## La prima serie Appia

Vista laterale della Appia prima serie berlina

La nuova "piccola" di casa Lancia - battezzata Appia in armonia con la serie di modelli individuati con il nome di strade consolari italiane (serie aperta con l'Aurelia) - viene presentata al XXXV Salone dell'automobile di Torino inauguratosi il 22 aprile 1953. Sua più diretta concorrente è la nuova Fiat 1100 modello 103 immessa sul mercato qualche settimana prima: la differenza di prezzo tra le due è però molta, visto che la Fiat viene proposta a 975.000 Lire (addirittura 945.000 Lire nella versione "economica") mentre la nuova Lancia costa la bellezza di 1.331.500 Lire. Giustificano solo in parte tale differenza le soluzioni tecniche piuttosto sofisticate ed una pretesa maggiore accuratezza di costruzione della carrozzeria.

Vista anteriore della Appia prima serie berlina

Il motore dell'Appia è un 4 cilindri a V stretto con misure di alesaggio e corsa dei pistoni identiche a quelle del modello Fiat per una cilindrata totale di cm³ 1089,51.
La disposizione dei gruppi meccanici è quella classica del periodo, con gruppo motore, frizione e cambio (in blocco) in posizione anteriore e trazione sulle ruote posteriori. La frizione è monodisco a secco. Il cambio è di tipo normale (albero secondario ed ingranaggi sempre in presa) e dispone di quattro rapporti avanti più la retromarcia, con le tre marce superiori sincronizzate. La quarta marcia è in "presa diretta". Il comando è mediante leva al volante, ma la posizione delle varie marce è diversa rispetto a quella prevista in tutte le altre più note vetture del periodo. L'albero di trasmissione è unico (non sdoppiato).

L'abitacolo dell'Appia prima serie berlina: da notare le due poltroncine dei posti anteriori

La scocca dell'Appia è del tipo portante, la sospensione anteriore è del tipo classico Lancia a ruote indipendenti; posteriormente, invece, troviamo un più classico assale rigido.
Anche l'impianto frenante non presenta caratteristiche particolari: il sistema presenta freni a tamburo mentre il freno di stazionamento agisce sulle ruote posteriori.
La posizione di guida è a destra (a sinistra solo su richiesta).
Le dimensioni dell'Appia prima serie sono: passo cm 248,00; carreggiata anteriore cm 117,8; carreggiata posteriore cm 118,2; la carrozzeria, a 4 porte, ha una lunghezza di cm 386,5 ed una larghezza di cm 142,0; la vettura, scarica, è alta cm 142,2; il diametro di sterzata è inferiore ai 10 metri (mt 9,70 dichiarati); il peso in ordine di marcia è di kg 820 (quello massimo ammesso è di kg 1160). Il serbatoio del carburante ha una capacità di 38 litri.
Le prestazioni dichiarate dalla Lancia per l'Appia sono di una velocità massima 120 km/h e un consumo secondo norme CUNA di 8 litri 100 chilometri (12,5 chilometri con un litro).
Il successo di questa prima serie Appia - costruita in appena 20.025 esemplari - non è eccezionale: la Fiat 1100-103 è una concorrente davvero forte e, nel 1955, sul mercato si affaccia la berlina Giulietta dell'Alfa Romeo che offre, a parità di prezzo, prestazioni su strada decisamente superiori.

Il bagagliaio dell'Appia prima serie berlina

- Periodo di produzione: dall'aprile 1953 al gennaio/febbraio 1956
- Modelli:

tipo C10, berlina 4 porte, 4 posti, con guida a destra
tipo C10S, berlina 4 porte, 4 posti , con guida a sinistra
- Motore: tipo C10 oppure C10S
- Numerazione progressiva telai:

tipo C10: da 1001 a 11257
tipo C10S: da 1001 a 10768
- Numerazione progressiva motori:

tipo C10: tra 1001 a 12500 (include i derivati "commerciali")
tipo C10S: tra 1001 a 12000 (include i derivati "commerciali")
- Unità prodotte:

tipo C10: 10.257
tipo C10S: 9.768
totale 20.025
- Caratteristiche principali:

motore : anteriore a 4 cilindri a V di 1089,51 cm³, potenza 38 HP a 4400-4600 giri, valvole in testa;
carrozzeria : berlina 4 porte, 4 luci, 4 posti, scocca portante, sospensione anteriore ruote indipendenti, sospensione posteriore ad assale rigido;
trasmissione con trazione alle ruote posteriori, cambio a 4 rapporti+retromarcia;
dimensioni e peso: passo cm 248 - lunghezza cm 386,5 - larghezza cm 142 - peso in ordine di marcia kg 820;
velocità max: km/h 120

### Le concorrenti della prima serie
Nell'aprile del 1953, quando l'Appia prima serie vede la luce, la sua concorrente per antonomasia - la Fiat 1100 - è appena stata rinnovata ed immessa sul mercato come "modello 103".Anche questo nuovo prodotto Fiat, naturalmente, si presenta con parecchie innovazioni, ed in primo luogo con l'adozione della carrozzeria a struttura portante.

Primavera 1955: parata di Fiat 1100-103 nelle varie versioni; da sinistra, una 103 B berlina, una Familiare - una delle prime Station Wagon italiane costruite in serie - ed una sportiveggiante berlina TV (Turismo Veloce) caratterizzata dalla tinteggiatura bicolore

La Moretti 750 modello "Alger-Le Cap" (qui nella versione 1955-56)

Benché all'Appia possa venir riconosciuta una maggiore raffinatezza tecnica (in particolare per il motore a V stretto) e, sulla carta, un migliore grado di finitura, la Lancia Appia e la Fiat 1100-103 hanno caratteristiche e prestazioni veramente assai simili. Ma ciò che maggiormente differenzia la macchina della Lancia dalla 1100-103 è il prezzo: l'Appia costa quasi il 40% in più. Il primo listino Lancia è infatti fissato in Lire 1.331.500 mentre il prodotto Fiat antagonista è proposto a sole 975.000 Lire (addirittura 945.000 Lire nella versione economica, quella che oggi - nel terzo millennio -  definiremmo come "base"). Sul mercato italiano, altre concorrenti vere non esistono: la berlina Giulietta dell'Alfa Romeo giunge in effetti sul mercato quando ormai l'Appia prima serie sta per lasciare il posto alla seconda serie, mentre un'altra vetture con prezzo vicino a quello dell'Appia è la Moretti 750, una piccola quattro posti che, costruita a Torino con metodi artigianali, viene prodotta in piccolissima serie e presenta cilindrata, potenza e prestazioni assai più ridotte e quindi non può impensierire la Fiat o la Lancia. Per la cronaca, nel 1954 il modello "Alger Le Cap" ha un prezzo di 1.160.000 Lire (quindi intermedio rispetto a quello delle due 1100 Fiat e Lancia), ha una potenza di 27 HP ed è accreditata di una velocità massima di 110 km/h. Tornando alla lotta commerciale tra Fiat e Lancia, c'è da dire che nel 1954 la gamma Fiat si amplia e la 1100-103 viene anche proposta nella versione "sportiva" definita con la sigla TV (Turismo Veloce) e per l'Appia la situazione si fa ancora più critica. Questo comunque il quadro della situazione nazionale, fotografata nel 1954:
| L'Appia I serie e le sue concorrenti sul mercato Italiano (1954) | L'Appia I serie e le sue concorrenti sul mercato Italiano (1954) | L'Appia I serie e le sue concorrenti sul mercato Italiano (1954) | L'Appia I serie e le sue concorrenti sul mercato Italiano (1954) | L'Appia I serie e le sue concorrenti sul mercato Italiano (1954) | L'Appia I serie e le sue concorrenti sul mercato Italiano (1954) | L'Appia I serie e le sue concorrenti sul mercato Italiano (1954) | L'Appia I serie e le sue concorrenti sul mercato Italiano (1954) | L'Appia I serie e le sue concorrenti sul mercato Italiano (1954) | L'Appia I serie e le sue concorrenti sul mercato Italiano (1954) | L'Appia I serie e le sue concorrenti sul mercato Italiano (1954) | L'Appia I serie e le sue concorrenti sul mercato Italiano (1954) | L'Appia I serie e le sue concorrenti sul mercato Italiano (1954) |
| --- | ---------------------------------------------------------------- | ---------------------------------------------------------------- | ---------------------------------------------------------------- | ---------------------------------------------------------------- | ---------------------------------------------------------------- | ---------------------------------------------------------------- | ---------------------------------------------------------------- | ---------------------------------------------------------------- | ---------------------------------------------------------------- | ---------------------------------------------------------------- | ---------------------------------------------------------------- | ---------------------------------------------------------------- |
| |                                                                  |                                                                  |                                                                  |                                                                  |                                                                  |                                                                  |                                                                  |                                                                  |                                                                  |                                                                  |                                                                  |                                                                  |
| Tutte le vetture presenti nella tabella avevano in comune il motore anteriore, la trazione posteriore, le sospensioni anteriori indipendenti e le posteriori ad assale rigido, nonché un cambio a 4 rapporti più retromarcia. |                                                                  |                                                                  |                                                                  |                                                                  |                                                                  |                                                                  |                                                                  |                                                                  |                                                                  |                                                                  |                                                                  |                                                                  |
| Marca e modello | Prezzo Lire Ital.                                                | N° cil e pos                                                     | Cilin- drata cm³                                                 | Pot.(HP) regime                                                  | N° posti                                                         | N° porte                                                         | Telaio                                                           | Cam bio                                                          | Passo cm                                                         | Lungh x Largh cm                                                 | Peso kg                                                          | Vel. max km/h                                                    |
| |                                                                  |                                                                  |                                                                  |                                                                  |                                                                  |                                                                  |                                                                  |                                                                  |                                                                  |                                                                  |                                                                  |                                                                  |
| Fiat 1100-103.A | 945.000                                                          | 4 L                                                              | 1090                                                             | 36 a 4400 giri                                                   | 4/5                                                              | 4                                                                | portante                                                         | 4 +RM                                                            | 234                                                              | 377,5 x 146                                                      | 785 (a secco)                                                    | 116                                                              |
| Fiat 1100-103.B | 975.000                                                          | 4 L                                                              | 1090                                                             | 36 a 4400 giri                                                   | 4/5                                                              | 4                                                                | portante                                                         | 4 +RM                                                            | 234                                                              | 377,5 x 146                                                      | 790 (a secco)                                                    | 116                                                              |
| Fiat 1100-103.TV | 1.225.000                                                        | 4 L                                                              | 1090                                                             | 50 a 5200 giri                                                   | 4/5                                                              | 4                                                                | portante                                                         | 4 +RM                                                            | 234                                                              | 377,5 x 146                                                      | 820 (a secco)                                                    | 135                                                              |
| Lancia Appia | 1.331.500                                                        | 4 V 10°                                                          | 1090                                                             | 38 a 4600 giri                                                   | 4                                                                | 4                                                                | portante                                                         | 4 +RM                                                            | 248                                                              | 386,5 x 142                                                      | 820 (in ord.marcia)                                              | 120                                                              |
| Moretti 750 Le Cap | 1.160.000                                                        | 4 L                                                              | 748                                                              | 27 a 4250 giri                                                   | 4                                                                | 2                                                                | piattaforma[a]                                                   | 4 +RM                                                            | 215                                                              | 345 x 140                                                        | 750 (a secco)                                                    | >110                                                             |
| |                                                                  |                                                                  |                                                                  |                                                                  |                                                                  |                                                                  |                                                                  |                                                                  |                                                                  |                                                                  |                                                                  |                                                                  |

Note:

[a] Telaio con longheroni a "X" e piattaforma
Sul libero mercato svizzero, dove, in assenza di qualsiasi balzello doganale,  tutti i costruttori automobilistici sono commercialmente in condizioni di assoluta parità, a causa della elevatezza del prezzo l'Appia si trova a competere con vetture di più grande cilindrata e classe. Non fa meraviglia dunque constatare come l'esportazione del modello Appia si sia limitata a qualche centinaio di esemplari.
Nel 1954, considerando le vetture con cilindrata e prestazioni vicine a quelle dell'Appia troviamo una ventina di teoriche concorrenti.
| L'Appia I serie e le sue concorrenti sul mercato Svizzero (1954) | L'Appia I serie e le sue concorrenti sul mercato Svizzero (1954) | L'Appia I serie e le sue concorrenti sul mercato Svizzero (1954) | L'Appia I serie e le sue concorrenti sul mercato Svizzero (1954) | L'Appia I serie e le sue concorrenti sul mercato Svizzero (1954) | L'Appia I serie e le sue concorrenti sul mercato Svizzero (1954) | L'Appia I serie e le sue concorrenti sul mercato Svizzero (1954) | L'Appia I serie e le sue concorrenti sul mercato Svizzero (1954) | L'Appia I serie e le sue concorrenti sul mercato Svizzero (1954) | L'Appia I serie e le sue concorrenti sul mercato Svizzero (1954) | L'Appia I serie e le sue concorrenti sul mercato Svizzero (1954) | L'Appia I serie e le sue concorrenti sul mercato Svizzero (1954) | L'Appia I serie e le sue concorrenti sul mercato Svizzero (1954) | L'Appia I serie e le sue concorrenti sul mercato Svizzero (1954) | L'Appia I serie e le sue concorrenti sul mercato Svizzero (1954) | L'Appia I serie e le sue concorrenti sul mercato Svizzero (1954) | L'Appia I serie e le sue concorrenti sul mercato Svizzero (1954) | L'Appia I serie e le sue concorrenti sul mercato Svizzero (1954) |
| ---------------------------------------------------------------- | ---------------------------------------------------------------- | ---------------------------------------------------------------- | ---------------------------------------------------------------- | ---------------------------------------------------------------- | ---------------------------------------------------------------- | ---------------------------------------------------------------- | ---------------------------------------------------------------- | ---------------------------------------------------------------- | ---------------------------------------------------------------- | ---------------------------------------------------------------- | ---------------------------------------------------------------- | ---------------------------------------------------------------- | ---------------------------------------------------------------- | ---------------------------------------------------------------- | ---------------------------------------------------------------- | ---------------------------------------------------------------- | ---------------------------------------------------------------- |
|                                                                  |                                                                  |                                                                  |                                                                  |                                                                  |                                                                  |                                                                  |                                                                  |                                                                  |                                                                  |                                                                  |                                                                  |                                                                  |                                                                  |                                                                  |                                                                  |                                                                  |                                                                  |
| Marca e modello                                                  | Naz.                                                             | Prezzo Franchi Svizzeri                                          | Mot.                                                             | Traz.                                                            | N° cil e pos                                                     | Cilin- drata cm³                                                 | Pot.(HP) regime                                                  | N° posti                                                         | N° porte                                                         | Te- laio                                                         | Sosp ant                                                         | Sosp post                                                        | Cam bio                                                          | Pas- so                                                          | Lungh x Largh                                                    | Peso kg                                                          | Vel. max                                                         |
|                                                                  |                                                                  |                                                                  |                                                                  |                                                                  |                                                                  |                                                                  |                                                                  |                                                                  |                                                                  |                                                                  |                                                                  |                                                                  |                                                                  |                                                                  |                                                                  |                                                                  |                                                                  |
| Austin A40 Somerset                                              | GB                                                               | 8.450                                                            | A                                                                | P                                                                | 4 L                                                              | 1197                                                             | 43 HP 4300 giri                                                  | 4/5                                                              | 4                                                                | piatta- forma[a]                                                 | indi pend.                                                       | asse rigido                                                      | 4 +RM                                                            | 235                                                              | 405 x 160                                                        | 970 (a secco)                                                    | 110 km/h                                                         |
| DKW F91                                                          | D                                                                | 7.300                                                            | A                                                                | A                                                                | 3 L (2 T)                                                        | 903                                                              | 40 HP 4000 giri                                                  | 4/5                                                              | 2                                                                | te- laio                                                         | indi pend.                                                       | asse rigido                                                      | 4 +RM                                                            | 235                                                              | 422 x 160                                                        | 860 (a secco)                                                    | 120 km/                                                          |
| Fiat 1100-103.B                                                  | I                                                                | 7.450                                                            | A                                                                | P                                                                | 4 L                                                              | 1090                                                             | 36 HP 4400 giri                                                  | 4/5                                                              | 4                                                                | por- tante                                                       | indi pend.                                                       | asse rigido                                                      | 4 +RM                                                            | 234                                                              | 377,5 x 146                                                      | 790 (a secco)                                                    | 116 km/h                                                         |
| Fiat 1100-103.TV                                                 | I                                                                | 8.700                                                            | A                                                                | P                                                                | 4 L                                                              | 1090                                                             | 50 HP 5200 giri                                                  | 4/5                                                              | 4                                                                | por- tante                                                       | indi pend.                                                       | asse rigido                                                      | 4 +RM                                                            | 234                                                              | 377,5 x 146                                                      | 820 (a secco)                                                    | 135 km/h                                                         |
| Ford Prefect                                                     | GB                                                               | 6.750                                                            | A                                                                | P                                                                | 4 L                                                              | 1172                                                             | 36,5 HP 4500 giri                                                | 4                                                                | 4                                                                | por- tante                                                       | indi pend.                                                       | asse rigido                                                      | 3 +RM                                                            | 220                                                              | 384 x 153                                                        | 730 (a secco)                                                    | 115 km/h                                                         |
| Ford Consul                                                      | GB                                                               | 8.575                                                            | A                                                                | P                                                                | 4 L                                                              | 1508                                                             | 48 HP 4400 giri                                                  | 5                                                                | 4                                                                | por- tante                                                       | indi pend.                                                       | asse rigido                                                      | 3 +RM                                                            | 254                                                              | 418 x 162                                                        | 1030 (a secco)                                                   | 120 km/h                                                         |
| Hillman Minx Mark VII                                            | GB                                                               | 7.995                                                            | A                                                                | P                                                                | 4 L                                                              | 1265                                                             | 37,5 HP 4200 giri                                                | 4/5                                                              | 4                                                                | por- tante                                                       | indi pend.                                                       | asse rigido                                                      | 4 +RM                                                            | 236                                                              | 405 x 161                                                        | 930 (a secco)                                                    | >110 km/h                                                        |
| Lancia Appia                                                     | I                                                                | 12.850                                                           | A                                                                | P                                                                | 4 V 10°                                                          | 1090                                                             | 38 HP 4600 giri                                                  | 4                                                                | 4                                                                | por- tante                                                       | indi pend.                                                       | asse rigido                                                      | 4 +RM                                                            | 248                                                              | 386,5 x 142                                                      | 820 (in ord.marcia)                                              | 120 km/h                                                         |
| Morris Oxford                                                    | GB                                                               | 8.985                                                            | A                                                                | P                                                                | 4 L                                                              | 1477                                                             | 41 HP 4200 giri                                                  | 4/5                                                              | 4                                                                | por- tante                                                       | indi pend.                                                       | asse rigido                                                      | 4 +RM                                                            | 246,4                                                            | 424 x 165                                                        | 1040 (a secco)                                                   | 115 km/h                                                         |
| Opel Olympia Rekord                                              | D                                                                | 7.350                                                            | A                                                                | P                                                                | 4 L                                                              | 1488                                                             | 45 HP 4200 giri                                                  | 4/5                                                              | 2                                                                | por- tante                                                       | indi pend.                                                       | asse rigido                                                      | 3 +RM                                                            | 249                                                              | 424 x 162                                                        | 880 (a secco)                                                    | 120 km/h                                                         |
| Panhard Dyna'54 850                                              | F                                                                | 9.980                                                            | A                                                                | A                                                                | 2 B                                                              | 851                                                              | 42 HP 5000 giri                                                  | 4/5                                                              | 4                                                                | piat- taforma                                                    | indi pend.                                                       | asse rigido                                                      | 4 +RM                                                            | 257                                                              | 457 x 160                                                        | 730 (a secco)                                                    | 130 km/h                                                         |
| Peugeot 203                                                      | F                                                                | 8.500                                                            | A                                                                | P                                                                | 4 L                                                              | 1290                                                             | 45 HP 4500 giri                                                  | 4/5                                                              | 4                                                                | por- tante                                                       | indi pend.                                                       | asse rigido                                                      | 4 +RM                                                            | 258                                                              | 435 x 161                                                        | 960 (a secco)                                                    | >115 km/h                                                        |
| Simca Aronde                                                     | F                                                                | 8.975                                                            | A                                                                | P                                                                | 4 L                                                              | 1221                                                             | 45 HP 4500 giri                                                  | 4/5                                                              | 4                                                                | por- tante                                                       | indi pend.                                                       | asse rigido                                                      | 4 +RM                                                            | 244,3                                                            | 407,9 x 156                                                      | 930 (a secco)                                                    | >120 km/h                                                        |
| Singer SM 1500                                                   | GB                                                               | 8.300                                                            | A                                                                | P                                                                | 4 L                                                              | 1497                                                             | 49 HP 4200 giri                                                  | 4/5                                                              | 4                                                                | te- laio                                                         | indi pend.                                                       | asse rigido                                                      | 4 +RM                                                            | 273                                                              | 448 x 160                                                        | 1180 (a secco)                                                   | >115 km/h                                                        |
| Skoda 1200                                                       | CS                                                               | 7.900                                                            | A                                                                | P                                                                | 4 L                                                              | 1221                                                             | 36 HP 4000 giri                                                  | 4/5                                                              | 4                                                                | tubo centrale                                                    | indi pend.                                                       | indi pend.                                                       | 4 +RM                                                            | 268,5                                                            | 450 x 168                                                        | 980 (a secco)                                                    | >105 km/h                                                        |
| Vauxhall Wyvern                                                  | GB                                                               | 8.950                                                            | A                                                                | P                                                                | 4 L                                                              | 1508                                                             | 44 HP 4000 giri                                                  | 4/5                                                              | 4                                                                | por- tante                                                       | indi pend.                                                       | asse rigido                                                      | 3 +RM                                                            | 262                                                              | 438 x 170                                                        | 1050 (a secco)                                                   | 115 km/h                                                         |
| Volkswagen 1200                                                  | D                                                                | 6.575                                                            | P                                                                | P                                                                | 4 B                                                              | 1192                                                             | 31 HP 3400 giri                                                  | 4                                                                | 2                                                                | piatta- forma                                                    | indi pend.                                                       | indi pend.                                                       | 4 +RM                                                            | 240                                                              | 407 x 154                                                        | 705 (a secco)                                                    | 110 km/h                                                         |
| Wolseley 4/44                                                    | GB                                                               | 11.300                                                           | A                                                                | P                                                                | 4 L                                                              | 1250                                                             | 47 HP 4800 giri                                                  | 4                                                                | 4                                                                | por- tante                                                       | indi pend.                                                       | asse rigido                                                      | 4 +RM                                                            | 259                                                              | 439 x 155                                                        | 1100 (a secco)                                                   | >115 km/h                                                        |

Note
Le Ford Prefect e la Hillman Minx e la Morris Oxford presentano un motore con valvole laterali, tutte le altre presentano valvole in testa.

### Prove su strada della prima serie
Oltre alla celebre testata italiana Quattroruote, che pubblica il rendiconto della prova su strada completa nel suo fascicolo numero 2 del 1956, l'Appia prima serie berlina risulta sottoposta a test dalla rivista inglese The Motor (il relativo resoconto appare nel fascicolo recante la data del 27 giugno 1954).
Analizzando i dati rilevati (che appaiono nelle sottostanti tabelle e che sono posti a raffronto con quelli misurati in test effettuati su altre vetture della medesima categoria o classe) si può osservare che le prestazioni dell'Appia non paiono particolarmente brillanti (anche i consumi non sono contenuti): a favore della macchina della Lancia rimangono le migliori finiture ed una maggiore raffinatezza tecnica d'insieme. Ma queste due pur allettanti qualità sono in un certo qual modo vanificate dalla elevatezza del prezzo d'acquisto, per cui non meraviglia lo scarso successo di vendita incontrato anche sul mercato nazionale dall'Appia prima serie.
| Rilevamenti prove su strada Lancia Appia I serie e vetture concorrenti (1954-56) | Rilevamenti prove su strada Lancia Appia I serie e vetture concorrenti (1954-56) | Rilevamenti prove su strada Lancia Appia I serie e vetture concorrenti (1954-56) | Rilevamenti prove su strada Lancia Appia I serie e vetture concorrenti (1954-56) | Rilevamenti prove su strada Lancia Appia I serie e vetture concorrenti (1954-56) | Rilevamenti prove su strada Lancia Appia I serie e vetture concorrenti (1954-56) | Rilevamenti prove su strada Lancia Appia I serie e vetture concorrenti (1954-56) | Rilevamenti prove su strada Lancia Appia I serie e vetture concorrenti (1954-56) | Rilevamenti prove su strada Lancia Appia I serie e vetture concorrenti (1954-56) | Rilevamenti prove su strada Lancia Appia I serie e vetture concorrenti (1954-56) | Rilevamenti prove su strada Lancia Appia I serie e vetture concorrenti (1954-56) | Rilevamenti prove su strada Lancia Appia I serie e vetture concorrenti (1954-56) | Rilevamenti prove su strada Lancia Appia I serie e vetture concorrenti (1954-56) | Rilevamenti prove su strada Lancia Appia I serie e vetture concorrenti (1954-56) |
| -------------------------------------------------------------------------------- | -------------------------------------------------------------------------------- | -------------------------------------------------------------------------------- | -------------------------------------------------------------------------------- | -------------------------------------------------------------------------------- | -------------------------------------------------------------------------------- | -------------------------------------------------------------------------------- | -------------------------------------------------------------------------------- | -------------------------------------------------------------------------------- | -------------------------------------------------------------------------------- | -------------------------------------------------------------------------------- | -------------------------------------------------------------------------------- | -------------------------------------------------------------------------------- | -------------------------------------------------------------------------------- |
| Rivista                                                                          | Marca e modello                                                                  | Velocità max                                                                     | Accelerazione da fermo                                                           | Accelerazione da fermo                                                           | Accelerazione da fermo                                                           | Accelerazione da fermo                                                           | Accelerazione da fermo                                                           | Ripresa in IV marcia                                                             | Ripresa in IV marcia                                                             | Ripresa in IV marcia                                                             | Consumo km per 1 litro                                                           | Consumo km per 1 litro                                                           | Consumo km per 1 litro                                                           |
|                                                                                  |                                                                                  |                                                                                  |                                                                                  |                                                                                  |                                                                                  |                                                                                  |                                                                                  |                                                                                  |                                                                                  |                                                                                  |                                                                                  |                                                                                  |                                                                                  |
|                                                                                  |                                                                                  | km/h                                                                             | 0-50                                                                             | 0-80                                                                             | 0-100                                                                            | 1/4 di miglio                                                                    | 1 km da fermo                                                                    | da 32 a 64 km/h                                                                  | da 64 a 97 km/h                                                                  | 1 km da 30 all'ora                                                               | a 80 km/h in IV                                                                  | a 100 km/h in IV                                                                 | medio riscontrato                                                                |
|                                                                                  |                                                                                  |                                                                                  |                                                                                  |                                                                                  |                                                                                  |                                                                                  |                                                                                  |                                                                                  |                                                                                  |                                                                                  |                                                                                  |                                                                                  |                                                                                  |
| Quattroruote                                                                     | Lancia Appia I serie                                                             | 123,3                                                                            | 8,0"                                                                             | 20,0"                                                                            | 34,5"                                                                            | N.D.                                                                             | 44,8"                                                                            | 18,0"                                                                            | 19,0"                                                                            | 49,8"                                                                            | N.D.                                                                             | N.D.                                                                             | 9,7                                                                              |
| The Motor                                                                        | Lancia Appia I serie                                                             | 122,5                                                                            | 8,4"                                                                             | 19,5"                                                                            | 36,0"                                                                            | 25,2"                                                                            | N.D.                                                                             | 15,4"                                                                            | 21,2"                                                                            | N.D.                                                                             | 12,9                                                                             | 11,5                                                                             | 10,3                                                                             |
|                                                                                  |                                                                                  |                                                                                  |                                                                                  |                                                                                  |                                                                                  |                                                                                  |                                                                                  |                                                                                  |                                                                                  |                                                                                  |                                                                                  |                                                                                  |                                                                                  |
| Quattroruote                                                                     | Alfa Romeo Giulietta                                                             | 139,5                                                                            | 6,0"                                                                             | 14,7"                                                                            | 25,0"                                                                            | N.D.                                                                             | 38,6"                                                                            | 11,0"                                                                            | 13,0"                                                                            | 44,2"                                                                            | N.D.                                                                             | N.D.                                                                             | 8,2                                                                              |
| Quattroruote                                                                     | Fiat 1100-103 B                                                                  | 120,8                                                                            | 8,0"                                                                             | 19,0"                                                                            | 33,0"                                                                            | N.D.                                                                             | 40,4"                                                                            | 19,0"                                                                            | 23,0"                                                                            | 48,2"                                                                            | N.D.                                                                             | N.D.                                                                             | 10,5                                                                             |
| The Motor                                                                        | Ford Anglia                                                                      | 113,0                                                                            | 7,3"                                                                             | 18,5"                                                                            | 33,0"                                                                            | 23,8"                                                                            | N.D.                                                                             | 12,6" in III                                                                     | 18,8" in III                                                                     | N.D.                                                                             | 12,5 in III                                                                      | 10,5 in III                                                                      | 10,7                                                                             |
| The Motor                                                                        | Hillman Mink VII                                                                 | 111,2                                                                            | 8,3"                                                                             | 21,3"                                                                            | 40,0"                                                                            | 25,3"                                                                            | N.D.                                                                             | 14,2"                                                                            | 24,6"                                                                            | N.D.                                                                             | 11,7                                                                             | 10,0                                                                             | 11,4                                                                             |
| The Motor                                                                        | Panhard Dyna'54-850                                                              | 121,8                                                                            | 7,2"                                                                             | 17,2"                                                                            | 30,0"                                                                            | 23,4"                                                                            | N.D.                                                                             | 20,2"                                                                            | 24,0"                                                                            | N.D.                                                                             | 16,1                                                                             | 13,7                                                                             | 14,4                                                                             |
| The Motor                                                                        | Simca Aronde                                                                     | 118,3                                                                            | 7,3"                                                                             | 18,3"                                                                            | 32,0"                                                                            | 23,6"                                                                            | N.D.                                                                             | 14,4"                                                                            | 18,4"                                                                            | N.D.                                                                             | 13,3                                                                             | 11,6                                                                             | 10,8                                                                             |
| The Motor                                                                        | Volkswagen mod'54                                                                | 106,4                                                                            | 7,8"                                                                             | 20,4"                                                                            | >50,0"                                                                           | 24,2"                                                                            | N.D.                                                                             | 20,2"                                                                            | 39,1"                                                                            | N.D.                                                                             | 14,3                                                                             | 11,8                                                                             | 11,9                                                                             |
| Quattroruote                                                                     | Volkswagen mod'56                                                                | 112,5                                                                            | 8,5"                                                                             | 20,0"                                                                            | 40,0"                                                                            | N.D.                                                                             | 45,6"                                                                            | 15,0"                                                                            | 33,0"                                                                            | 49,0"                                                                            | N.D.                                                                             | N.D.                                                                             | tra 8,7 e 10,4                                                                   |
|                                                                                  |                                                                                  |                                                                                  |                                                                                  |                                                                                  |                                                                                  |                                                                                  |                                                                                  |                                                                                  |                                                                                  |                                                                                  |                                                                                  |                                                                                  |                                                                                  |

## La seconda serie

Appia seconda serie berlina

La prima realizzazione del professor Antonio Fessia, entrato in servizio presso la casa torinese nei primi mesi del 1955, è una edizione aggiornata e migliorata del modello Appia: la seconda serie. Questa nuova serie viene presentata a sorpresa al Salone dell'automobile di Ginevra nel marzo del 1956.
Nessuna notizia trapela prima del debutto ufficiale grazie al fatto che i dirigenti Lancia dislocano i tecnici in locali distaccati riuscendo così ad evitare il filtrare di indiscrezioni, sempre controproducenti ai fini commerciali. Per realizzare il prototipo ci si rivolge ad una piccola carrozzeria i cui tre operai mai immaginano di star lavorando alla creazione di una nuova Lancia. Anche per i pezzi e le parti staccate, si ricorre a carrozzieri amici esterni, chiedendo loro di inoltrare le ordinazioni senza far apparire il nome Lancia.

Vista laterale dell'Appia seconda serie berlina

Tenendo conto delle richieste e lamentele della clientela e delle esperienze maturate nei primi tre anni, la nuova Appia presenta modifiche di non poco conto, tanto all'estetica quanto alla meccanica.
Il motore – di cilindrata immutata – eroga una potenza di 43,5 HP a 4800 giri/minuto (contro i 38 precedenti) e dispone di una coppia massima di kgm 7,8 a 3000 giri/minuto (anziché 7,2) malgrado una lieve riduzione del rapporto di compressione (da 7,4:1 a 7,2:1) grazie ad una nuova fusione della testata e ad una diversa disposizione del cinematismo della distribuzione  (con steli valvole tutti di uguale lunghezza e con nuove molle). Nell'alimentazione, troviamo un nuovo carburatore con pompetta di ripresa.
Il cambio presenta nuove fusioni esterne e nuovi rapporti ma, soprattutto, la posizione dell'inserimento delle marce è ora modificata e resa conforme a quella utilizzata da tutte le principali case europee. La frizione è rafforzata. Il rapporto finale di riduzione passa da 4,556:1 (9/41) a 4,222:1 (9/38) . Lo sterzo (che ora ha la guida a sinistra mentre quella a destra è disponibile solo su richiesta), presenta migliorie alla tiranteria. Modificati anche i freni, che hanno tamburi anteriori in alluminio con fascia interna riportata in ghisa.

La nuova "coda" dell'Appia, con il bagagliaio di maggiori dimensioni, la ruota di scorta fissata verticalmente sulla sinistra; da notare anche il nuovo sportello per l'accesso al bocchettone del serbatoio del carburante, sistemato sulla fiancata destra, dietro al passaruota

Le variazioni più “evidenti” riguardano però naturalmente la carrozzeria, dove si nota immediatamente la nuova coda, caratterizzata da due pinne arrotondate e da un baule-bagagliaio ampliato, che conferiscono alla vettura la fisionomia di una vera “tre volumi”. Tutto il corpo vettura subisce dei miglioramenti: incrementata la capienza del vano bagagli (che ora ha la serratura sul pulsante d'apertura e l'interno foderato), ampliato sensibilmente il lunotto, rinnovata tutta la fanaleria, montati nuovi paraurti in acciaio inossidabile (muniti di rostri) e nuovi cerchi e coppe ruote in acciaio inossidabile, aggiunti profili lucidi agli sgocciolatoi, alle cornici del parabrezza e del lunotto ed alla base della fiancata, montate nuove maniglie esterne alle portiere, in ottone cromato. Il serbatoio del carburante, spostato sulla fiancata destra, ha un bocchettone protetto da un piccolo sportello con serratura.

L'abitacolo dell'Appia seconda serie berlina

Passando all'esame dell'abitacolo, si osserva che plancia, volante, strumentazione e selleria sono state rinnovate e decisamente migliorate anche in virtù dell'impiego di materiali di qualità più elevata. La strumentazione (ora a due strumenti circolari affiancati) è molto più elegante, il volante è in plastica nera ed è dotato di avvisatore acustico a settore semicircolare inferiore, l'avviamento del motore avviene ora con la stessa chiave quadro, il comando degli indicatori di direzione avviene ora tramite la levetta a sinistra del volante (che comanda comunque anche le luci).
Tra gli accessori, si notano: l'illuminazione interna automatica all'apertura della portiera del guidatore, l'aggiunta dello spruzzatore lava-parabrezza e la modifica dello specchietto retrovisore interno, che ora ha due posizioni.
Per finire, una variazione non da tutti apprezzata: l'adozione del sedile anteriore a panchina unica in luogo delle due poltroncine. Le dimensioni d'ingombro sono leggermente maggiori, il passo aumenta di cm 3 (da cm 248 a cm 251) la lunghezza è ora di cm 401 anziché 387,7 mentre la larghezza passa da cm 142 a cm 148,5. L'altezza della vettura scende invece da cm 142,2 a cm 140 anche perché diminuisce il valore dell'altezza minima da terra (da cm 16 a cm 14).
Il peso della vettura sale a 900 kg anche perché l'impiego dell'alluminio è ora limitato al cofano motore ed alle porte. Migliorano infine le prestazioni: l'accelerazione è più vivace, la velocità massima passa da 120 a 128 km all'ora ed il consumo è invariato. Anche iI prezzo di listino rimane immutato, ed è, al momento del lancio, di lire 1.328.600.
Finiture tali da accontentare anche il più severo tra i “lancisti” e affidabilità da primato (la prova di resistenza su oltre 160.000 chilometri cui la già diffusissima, celebre e quotata rivista “Quattroruote” sottopone una normale berlina di serie, ne è la conferma migliore, ma di questo tratteremo più diffusamente alla voce “prove su strada”) sono i punti di forza su cui poggia il successo di questa Appia: un successo che non trova riscontro nel numero di unità vendute (poco più di 22.000) anche a causa del fatto che la fabbrica – alle prese con problemi finanziari ed organizzativi – non riesce a far fronte agli ordini con la necessaria tempestività.
La berlina seconda serie viene anche allestita, sia pure in quantità estremamente limitata, nella versione per l'esportazione negli Stati Uniti, riconoscibile per una fanaleria lievemente modificata e per il montaggio di paraurti più robusti e con rostri di foggia diversa.

L'Appia II serie berlina (1956-59)

- Periodo di produzione: dal marzo 1956 al febbraio 1959
- Modelli:

tipo C10, berlina 4 porte, 4/5 posti, con guida a destra
tipo C10S, berlina 4 porte, 4/5 posti , con guida a sinistra
- Motore: tipo C10 oppure C10S
- Numerazione progressiva telai:

tipo C10: da 11258 a 14437
tipo C10S: da 10769 a 30013 (secondo alcune fonti l'ultima numerazione sarebbe 30437)
- Numerazione progressiva motori:

tipo C10: tra 12501 a 16000 (include i derivati "commerciali")
tipo C10S: da 12001 in avanti (include i derivati "commerciali")
- Unità prodotte:

tipo C10: 3.180
tipo C10S: 19.245
totale 22.425
- Caratteristiche principali:

motore : anteriore a 4 cilindri a V di 1089,51 cm³, potenza 43,5 HP a 4800 giri, valvole in testa; :carrozzeria : berlina 4 porte, 4 luci, 4/5 posti, scocca portante, sospensione anteriore ruote indipendenti, sospensione posteriore ad assale rigido;
trasmissione con trazione alle ruote posteriori, cambio a 4 rapporti+retromarcia ;
dimensioni e peso: passo cm 251 - lunghezza cm 401 - larghezza cm 148,5 - peso in ordine di marcia kg 900;
velocità max: km/h 128

Vista frontale dell'Appia seconda serie berlina

Come già la “prima serie”, anche questa “seconda serie” è oggetto, nel triennio di vita (1956/1959) di innumerevoli aggiornamenti: tra i tanti, si segnalano quelli, numerosi, apportati nell'estate del 1957 ad alcuni particolari più visibili: aggiunta del termometro acqua alla strumentazione (strumento di sinistra), di braccioli alle portiere posteriori e di vani portaoggetti ai fianchi pedane, sostituzione dell'unico portacenere centrale con due piccoli circolari ai due lati della plancia (al posto del precedente portacenere c'è un coperchio con la scritta “Lancia” che copre il vano per l'eventuale autoradio). Altre modifiche: miglioramenti all'impianto di aerazione e riscaldamento dell'abitacolo, aggiunta di un giunto elastico alla scatola dello sterzo e di guarnizioni in gomma allo snodo della leva del cambio, onde evitare colamenti di grasso. Vengono anche adottati cerchi ruota con tallone senza risvolto e viene modificata la pompa dell'acqua. Esteriormente, la sola modifica riguarda la eliminazione della luce rossa sotto la scritta “Appia” sopra la targa posteriore, sostituita da un pannello cromato di identica forma e con la scritta “Appia” in ottone.
Alla fine del 1958 la Lancia introduce la possibilità di applicare la frizione automatica Saxomat ai modelli Flaminia ed Appia: è però da escludere che siano state vendute Appia seconda serie equipaggiate con questo automatismo, poiché il montaggio è previsto per l'aprile 1959, quando sul mercato è già stata immessa la “terza serie”.
Malgrado le vendite di questa seconda serie non mostrino alcun sintomo di rallentamento, al Salone di Ginevra del marzo 1959 – a tre anni esatti dalla nascita – la seconda serie lascia il posto alla nuova terza serie, una berlina la cui linea farà discutere.

### Le concorrenti della seconda serie
Nel marzo del 1956, quando sul mercato si affaccia la seconda serie Appia, la sua concorrente per antonomasia è e rimane la Fiat 1100, che sarà oggetto di rinnovamenti nell'estate del 1956 (serie "E") e alla fine del 1957 (serie "D"). Ma in questa seconda metà degli anni'50 il mercato nazionale annovera anche la nuovissima Giulietta berlina dell'Alfa Romeo (lanciata nel'55) che, venduta ad un prezzo quasi identico a quello dell'Appia, offre prestazioni assai più brillanti e, dal 1958, la nuova 1200 berlina Granluce della Fiat, dotata di una carrozzeria molto più moderna ed elegante: tanto questa nuova 1200 Fiat quanto la Giulietta si annunciano come una pericolosissime rivali dell'Appia. Il listino italiano include anche la Moretti 750 - munita ora di una nuova carrozzeria a tre volumi più tradizionale e denominata "Tour de Monde" - una vetturetta che, se pure dal 1960, dopo essere stata ribattezzata Superpanoramica, potrà montare motori di maggior cilindrata (820 e 1000 cm³), non può impensierire Fiat, Lancia ed Alfa Romeo per via dei volumi produttivi assolutamente artigianali, quindi davvero minimi. Da notare che, a partire dall'autunno-inverno 1957, la Giulietta Alfa Romeo viene anche venduta nella versione TI (Turismo Internazionale): esteticamente quasi identica alla berlina normale (a parte le "codine" posteriori più pronunciate) consente però prestazioni davvero eccezionali a fronte di un prezzo superiore di appena l'11% (150.000 Lire).

La Giulietta berlina normale (1957-58)
La Giulietta berlina T.I. Turismo Internazionale nella sua prima versione (autunno 1957)
La Fiat 1100-103 versione 1958, uscita nell'autunno 1957
La Fiat 1200 Granluce prima serie (1958-59)
La Moretti 750 TDM Tour De Monde, commercializzata dal novembre'56 al giugno'58

Questo dunque il quadro della situazione nazionale, così come si presenta nella primavera del 1958:
| L'Appia II serie e le sue concorrenti sul mercato Italiano (1958) | L'Appia II serie e le sue concorrenti sul mercato Italiano (1958) | L'Appia II serie e le sue concorrenti sul mercato Italiano (1958) | L'Appia II serie e le sue concorrenti sul mercato Italiano (1958) | L'Appia II serie e le sue concorrenti sul mercato Italiano (1958) | L'Appia II serie e le sue concorrenti sul mercato Italiano (1958) | L'Appia II serie e le sue concorrenti sul mercato Italiano (1958) | L'Appia II serie e le sue concorrenti sul mercato Italiano (1958) | L'Appia II serie e le sue concorrenti sul mercato Italiano (1958) | L'Appia II serie e le sue concorrenti sul mercato Italiano (1958) | L'Appia II serie e le sue concorrenti sul mercato Italiano (1958) | L'Appia II serie e le sue concorrenti sul mercato Italiano (1958) | L'Appia II serie e le sue concorrenti sul mercato Italiano (1958) |
| --- | ----------------------------------------------------------------- | ----------------------------------------------------------------- | ----------------------------------------------------------------- | ----------------------------------------------------------------- | ----------------------------------------------------------------- | ----------------------------------------------------------------- | ----------------------------------------------------------------- | ----------------------------------------------------------------- | ----------------------------------------------------------------- | ----------------------------------------------------------------- | ----------------------------------------------------------------- | ----------------------------------------------------------------- |
| |                                                                   |                                                                   |                                                                   |                                                                   |                                                                   |                                                                   |                                                                   |                                                                   |                                                                   |                                                                   |                                                                   |                                                                   |
| Tutte le vetture presenti nella tabella avevano in comune il motore anteriore dotato di valvole in testa, la trazione posteriore, le sospensioni anteriori indipendenti e le posteriori ad assale rigido, nonché un cambio a 4 rapporti più retromarcia. |                                                                   |                                                                   |                                                                   |                                                                   |                                                                   |                                                                   |                                                                   |                                                                   |                                                                   |                                                                   |                                                                   |                                                                   |
| Marca e modello | Prezzo Lire Ital.                                                 | N° cil e pos                                                      | Cilin- drata cm³                                                  | Pot.(HP) regime                                                   | N° posti                                                          | N° porte                                                          | Telaio                                                            | Cam bio                                                           | Passo cm                                                          | Lungh x Largh cm                                                  | Peso kg                                                           | Vel. max km/h                                                     |
| |                                                                   |                                                                   |                                                                   |                                                                   |                                                                   |                                                                   |                                                                   |                                                                   |                                                                   |                                                                   |                                                                   |                                                                   |
| Alfa Romeo Giulietta | 1.375.000                                                         | 4 in linea                                                        | 1290                                                              | 53 a 5200 giri                                                    | 4/5                                                               | 4                                                                 | portante                                                          | 4 +RM                                                             | 238                                                               | 399 x 155                                                         | 885 (a secco)                                                     | 140                                                               |
| Alfa Romeo Giulietta T.I. | 1.525.000                                                         | 4 in linea                                                        | 1290                                                              | 65 a 5500 giri                                                    | 4/5                                                               | 4                                                                 | portante                                                          | 4 +RM                                                             | 238                                                               | 399 x 155                                                         | 920 (a secco)                                                     | 155                                                               |
| Fiat 1100-103 D | 1.000.000                                                         | 4 in linea                                                        | 1090                                                              | 43 a 4800 giri                                                    | 4/5                                                               | 4                                                                 | portante                                                          | 4 +RM                                                             | 234                                                               | 392 x 146                                                         | 855 (a secco)                                                     | >120                                                              |
| Fiat 1200 Granluce | 1.250.000                                                         | 4 in linea                                                        | 1221                                                              | 55 a 5300 giri                                                    | 4/5                                                               | 4                                                                 | portante                                                          | 4 +RM                                                             | 234                                                               | 392 x 146                                                         | 870 (a secco)                                                     | >135                                                              |
| Lancia Appia II serie | 1.348.600                                                         | 4 a V 10°                                                         | 1090                                                              | 43,5 a 4800 giri                                                  | 4/5                                                               | 4                                                                 | portante                                                          | 4 +RM                                                             | 251                                                               | 401 x 148,5                                                       | 900 (in ord.marcia)                                               | 128                                                               |
| Moretti 750 Tour de Monde | 1.058.000                                                         | 4 in linea                                                        | 748                                                               | 30 a 4800 giri                                                    | 4                                                                 | 4                                                                 | piattaforma [a]                                                   | 4 +RM                                                             | 215                                                               | 375 x 143                                                         | 760 (a secco)                                                     | 115                                                               |
| Note::[a] Telaio con longheroni a "X" e piattaforma |                                                                   |                                                                   |                                                                   |                                                                   |                                                                   |                                                                   |                                                                   |                                                                   |                                                                   |                                                                   |                                                                   |                                                                   |

Grazie ad un opportuno ribasso di prezzo, l'Appia seconda serie si affaccia al mercato svizzero con qualche maggiore possibilità di penetrazione: mentre la "prima serie" aveva un costo d'acquisto veramente proibitivo, questa nuova Appia, pur mantenendo il poco invidiabile record di "1100 più cara del mercato", troverà alcune centinaia di acquirenti, disposti a sborsare qualche migliaio di franchi in più pur di possedere un gioiellino di casa Lancia.
| L'Appia II serie e le sue concorrenti sul mercato Svizzero (1958) | L'Appia II serie e le sue concorrenti sul mercato Svizzero (1958) | L'Appia II serie e le sue concorrenti sul mercato Svizzero (1958) | L'Appia II serie e le sue concorrenti sul mercato Svizzero (1958) | L'Appia II serie e le sue concorrenti sul mercato Svizzero (1958) | L'Appia II serie e le sue concorrenti sul mercato Svizzero (1958) | L'Appia II serie e le sue concorrenti sul mercato Svizzero (1958) | L'Appia II serie e le sue concorrenti sul mercato Svizzero (1958) | L'Appia II serie e le sue concorrenti sul mercato Svizzero (1958) | L'Appia II serie e le sue concorrenti sul mercato Svizzero (1958) | L'Appia II serie e le sue concorrenti sul mercato Svizzero (1958) | L'Appia II serie e le sue concorrenti sul mercato Svizzero (1958) | L'Appia II serie e le sue concorrenti sul mercato Svizzero (1958) | L'Appia II serie e le sue concorrenti sul mercato Svizzero (1958) | L'Appia II serie e le sue concorrenti sul mercato Svizzero (1958) | L'Appia II serie e le sue concorrenti sul mercato Svizzero (1958) | L'Appia II serie e le sue concorrenti sul mercato Svizzero (1958) | L'Appia II serie e le sue concorrenti sul mercato Svizzero (1958) |
| --- | ----------------------------------------------------------------- | ----------------------------------------------------------------- | ----------------------------------------------------------------- | ----------------------------------------------------------------- | ----------------------------------------------------------------- | ----------------------------------------------------------------- | ----------------------------------------------------------------- | ----------------------------------------------------------------- | ----------------------------------------------------------------- | ----------------------------------------------------------------- | ----------------------------------------------------------------- | ----------------------------------------------------------------- | ----------------------------------------------------------------- | ----------------------------------------------------------------- | ----------------------------------------------------------------- | ----------------------------------------------------------------- | ----------------------------------------------------------------- |
| Tutte le vetture presenti nella tabella, in configurazione berlina, ad eccezione della Volkswagen 1200 De Luxe avevano in comune il motore anteriore e le sospensioni anteriori indipendenti. |                                                                   |                                                                   |                                                                   |                                                                   |                                                                   |                                                                   |                                                                   |                                                                   |                                                                   |                                                                   |                                                                   |                                                                   |                                                                   |                                                                   |                                                                   |                                                                   |                                                                   |
| |                                                                   |                                                                   |                                                                   |                                                                   |                                                                   |                                                                   |                                                                   |                                                                   |                                                                   |                                                                   |                                                                   |                                                                   |                                                                   |                                                                   |                                                                   |                                                                   |                                                                   |
| Marca e modello | Naz. (sigla)                                                      | Prezzo Franchi Svizzeri                                           | Traz.                                                             | N° cil e pos                                                      | Cilin- drata cm³                                                  | Pot.(HP) regime                                                   | Val- vole                                                         | N° posti                                                          | N° porte                                                          | Te- laio                                                          | Sosp post                                                         | Cam bio                                                           | Pas- so                                                           | Lungh x Largh                                                     | Peso kg                                                           | Vel. max km/h                                                     |                                                                   |
| |                                                                   |                                                                   |                                                                   |                                                                   |                                                                   |                                                                   |                                                                   |                                                                   |                                                                   |                                                                   |                                                                   |                                                                   |                                                                   |                                                                   |                                                                   |                                                                   |                                                                   |
| Alfa Romeo Giulietta | I                                                                 | 12.500                                                            | P                                                                 | 4 in linea                                                        | 1290                                                              | 53 a 5200 giri                                                    | in testa                                                          | 4/5                                                               | 4                                                                 | por- tante                                                        | asse rigido                                                       | 4 +RM                                                             | 238                                                               | 399 x 155                                                         | 885 (a secco)                                                     | 140                                                               |                                                                   |
| Austin A55 Cambridge | GB                                                                | 9.990                                                             | P                                                                 | 4 in linea                                                        | 1489                                                              | 52 a 4250 giri                                                    | in testa                                                          | 4/5                                                               | 4                                                                 | por- tante                                                        | asse rigido                                                       | 4 +RM                                                             | 251                                                               | 424 x 155                                                         | 1015 (a secco)                                                    | 125                                                               |                                                                   |
| Borgward Isabella | D                                                                 | 9.900                                                             | P                                                                 | 4 in linea                                                        | 1493                                                              | 60 a 4700 giri                                                    | in testa                                                          | 4/5                                                               | 2                                                                 | por- tante                                                        | indi pend.                                                        | 4 +RM                                                             | 260                                                               | 439 x 170                                                         | 1020 (a secco)                                                    | 135                                                               |                                                                   |
| DKW Auto Union 1000 | D                                                                 | 8.450                                                             | A                                                                 | 3 in linea (2 tempi)                                              | 981                                                               | 44 a 4500 giri                                                    | in testa                                                          | 4/5                                                               | 2                                                                 | te- laio                                                          | asse rigido                                                       | 4 +RM                                                             | 235                                                               | 422,5 x 170                                                       | 870 (a secco)                                                     | 135                                                               |                                                                   |
| Fiat 1100-103 D | I                                                                 | 7.650                                                             | P                                                                 | 4 in linea                                                        | 1090                                                              | 43 a 4800 giri                                                    | in testa                                                          | 4/5                                                               | 4                                                                 | por- tante                                                        | asse rigido                                                       | 4 +RM                                                             | 234                                                               | 392 x 146                                                         | 855 (a secco)                                                     | >120                                                              |                                                                   |
| Fiat 1200 Granluce | I                                                                 | 9.950                                                             | P                                                                 | 4 in linea                                                        | 1221                                                              | 55 a 5300 giri                                                    | in testa                                                          | 4/5                                                               | 4                                                                 | por- tante                                                        | asse rigido                                                       | 4 +RM                                                             | 234                                                               | 392 x 146                                                         | 870 (a secco)                                                     | >135                                                              |                                                                   |
| Ford Taunus 15M | D                                                                 | 7.880                                                             | P                                                                 | 4 in linea                                                        | 1498                                                              | 55 a 4250 giri                                                    | in testa                                                          | 4/5                                                               | 2                                                                 | por- tante                                                        | asse rigido                                                       | 4 +RM                                                             | 249                                                               | 406 x 158                                                         | 880 (a secco)                                                     | >120                                                              |                                                                   |
| Ford Prefect | GB                                                                | 6.990                                                             | P                                                                 | 4 in linea                                                        | 1172                                                              | 36 a 4500 giri                                                    | late- rali                                                        | 4                                                                 | 4                                                                 | por- tante                                                        | asse rigido                                                       | 4 +RM                                                             | 221                                                               | 380 x 154                                                         | 770 (a secco)                                                     | 115                                                               |                                                                   |
| Goliath 1100 | D                                                                 | 9.150                                                             | A                                                                 | 4 in linea                                                        | 1101                                                              | 40 a 4250 giri                                                    | in testa                                                          | 4/5                                                               | 2                                                                 | piat- taforma                                                     | asse rigido                                                       | 4 +RM                                                             | 227                                                               | 402 x 163                                                         | 820 (a secco)                                                     | 125                                                               |                                                                   |
| Hillman Minx | GB                                                                | 8.450                                                             | P                                                                 | 4 in linea                                                        | 1390                                                              | 47,5 a 4400 giri                                                  | in testa                                                          | 4                                                                 | 4                                                                 | por- tante                                                        | asse rigido                                                       | 4 +RM                                                             | 244                                                               | 411 x 154                                                         | 970 (a secco)                                                     | 125                                                               |                                                                   |
| Lancia Appia | I                                                                 | 10.950                                                            | P                                                                 | 4 a V 10°                                                         | 1090                                                              | 43,5 a 4800 giri                                                  | in testa                                                          | 4/5                                                               | 4                                                                 | por- tante                                                        | asse rigido                                                       | 4 +RM                                                             | 251                                                               | 401 x 148,5                                                       | 900 (in ord.marcia)                                               | 128                                                               |                                                                   |
| Morris Oxford Serie III | GB                                                                | 9.850                                                             | P                                                                 | 4 in linea                                                        | 1489                                                              | 56 a 4400 giri                                                    | in testa                                                          | 4/5                                                               | 4                                                                 | por- tante                                                        | asse rigido                                                       | 4 +RM                                                             | 246,4                                                             | 429 x 165                                                         | 1080 (a secco)                                                    | 125                                                               |                                                                   |
| Opel Rekord | D                                                                 | 8.150                                                             | P                                                                 | 4 in linea                                                        | 1488                                                              | 45 a 4200 giri                                                    | in- testa                                                         | 4/5                                                               | 2                                                                 | por- tante                                                        | asse rigido                                                       | 3 +RM                                                             | 254                                                               | 443 x 162                                                         | 870 (a secco)                                                     | 125                                                               |                                                                   |
| Panhard Dyna 850 | F                                                                 | 8.450                                                             | A                                                                 | 2 orizz opposti                                                   | 851                                                               | 42 a 5000 giri                                                    | in- testa                                                         | 4/5                                                               | 4                                                                 | piat- taforma                                                     | asse rigido                                                       | 4 +RM                                                             | 257                                                               | 458 x 166                                                         | 850 (a secco)                                                     | 130                                                               |                                                                   |
| Peugeot 203 | F                                                                 | 7.980                                                             | P                                                                 | 4 in linea                                                        | 1290                                                              | 45 a 4500 giri                                                    | in testa                                                          | 4/5                                                               | 4                                                                 | por- tante                                                        | asse rigido                                                       | 4 +RM                                                             | 258                                                               | 435 x 161                                                         | 910 (a secco)                                                     | >115                                                              |                                                                   |
| Simca Aronde Montlhéry | F                                                                 | 8.650                                                             | P                                                                 | 4 in linea                                                        | 1290                                                              | 52 a 5000 giri                                                    | in testa                                                          | 4/5                                                               | 4                                                                 | por- tante                                                        | asse rigido                                                       | 4 +RM                                                             | 244,3                                                             | 411,5 x 155,8                                                     | 900 (a secco)                                                     | 135                                                               |                                                                   |
| Skoda 445 | CS                                                                | 7.590                                                             | P                                                                 | 4 in linea                                                        | 1221                                                              | 45 a 4200 giri                                                    | in testa                                                          | 4/5                                                               | 2                                                                 | por- tante                                                        | indi pend.                                                        | 4 +RM                                                             | 240                                                               | 406,5 x 160                                                       | 900 (a secco)                                                     | 125                                                               |                                                                   |
| Volkswagen 1200 De Luxe | D                                                                 | 6.425                                                             | P                                                                 | 4 orizz opposti                                                   | 1192                                                              | 31 a 3400 giri                                                    | in testa                                                          | 4                                                                 | 2                                                                 | piatta- forma                                                     | indi pend.                                                        | 4 +RM                                                             | 240                                                               | 407 x 154                                                         | 710 (a secco)                                                     | 110                                                               |                                                                   |
| |                                                                   |                                                                   |                                                                   |                                                                   |                                                                   |                                                                   |                                                                   |                                                                   |                                                                   |                                                                   |                                                                   |                                                                   |                                                                   |                                                                   |                                                                   |                                                                   |                                                                   |

### Prove su strada della seconda serie
La seconda serie Appia viene sottoposta ad approfonditi "test" da un nutrito numero di riviste specializzate, italiane e non. Resoconti di prove su strada appaiono infatti su almeno cinque testate, tre nazionali (Auto Italiana, Motor Italia e Quattroruote) e due americane (Road and Track e Sport Cars Illustrated).

Alla fine dell'importante test (su quasi 4.800 km di percorso), Quattroruote emette la sua "pagella", in base alla quale definisce lodevoli la finitura, la tenuta di strada, il comfort, buoni l'estetica, l'accessibilità, la velocità massima, il consumo ed il cambio. Discreti o mediocri vengono invece giudicati l'assetto di guida, la strumentazione, la capacità del bagagliaio, la dotazione di accessori, la ripresa, lo sterzo, le sospensioni, la frizione ed i freni. Insufficiente viene infine valutata la visibilità.

Per completezza d'informazione, va ancora riferito che "Ruoteclassiche" (la rivista "sorella" di Quattroruote nata alla fine degli anni'80 e dedicata alle auto d'epoca) "testa" due volte (nel 1989 e nel 1994)  un'Appia seconda serie con oltre trent'anni sul groppone: malgrado la veneranda età, in entrambe le occasioni l'Appia si comporta in maniera eccezionale, tanto che nel corso della prova effettuata nel 1989 ottiene prestazioni ancora migliori rispetto a quelle rilevate nel 1956, segnando un eccellente 41,3" nella prova sul chilometro da fermo (44" nel 1956) e raggiungendo una velocità massima di 132 chilometri all'ora.
Oltre a ciò, non può essere sottaciuta la grande prova di resistenza organizzata e realizzata dalla già celebre rivista "Quattroruote" nell'estate del 1957 col dichiarato fine di verificare il comportamento di una vettura media italiana, guidata con giudizio ma brillantemente e con uso quotidiano continuo per un chilometraggio notevole.

Acquistata un'Appia berlina seconda serie, ad iniziare dal 1º luglio 1957, la si sottopone ad un test massacrante lungo un tracciato che non prevede tratti autostradali (all'epoca ancora rari) e che - includendo parecchi attraversamenti urbani -  tocca Milano, Piacenza, Bologna, Ancona, Pescara, Rieti, Roma, Grosseto, Firenze, ancora Bologna, Padova, Verona, Milano.
Per poter esporre la macchina al Salone di Torino, la prova viene fermata alla fine di ottobre, quando la macchina ha percorso la bellezza di 161.512 chilometri in 2.805 ore lorde (2.292 ore nette, media oraria corrispondente km 70,468) senza accusare alcuna avaria. Bisogna rimarcare che, al termine della prova, l'Appia è ancora in piena efficienza, tanto che viene cronometrata sul chilometro lanciato a più di 128 chilometri all'ora. Per portare a compimento i 161.512 chilometri, vengono consumati 13.646 litri di carburante (consumo medio: km. 11,836 con 1 litro).
Nella tabella sottoesposta sono raggruppati, oltre a quelli dell'Appia, i dati dei principali rilevamenti di vetture simili per prezzo e/o classe a quelli della piccola Lancia che, nella seconda parte degli anni'50, vennero pubblicati dalle più note riviste specializzate (Auto Italian, Motor Italia, The Motor, Quattroruote, Revue Automobile, Road and Track, S.C.I.)
| Rilevamenti prove su strada Lancia Appia II serie e vetture concorrenti (1956-59) | Rilevamenti prove su strada Lancia Appia II serie e vetture concorrenti (1956-59) | Rilevamenti prove su strada Lancia Appia II serie e vetture concorrenti (1956-59) | Rilevamenti prove su strada Lancia Appia II serie e vetture concorrenti (1956-59) | Rilevamenti prove su strada Lancia Appia II serie e vetture concorrenti (1956-59) | Rilevamenti prove su strada Lancia Appia II serie e vetture concorrenti (1956-59) | Rilevamenti prove su strada Lancia Appia II serie e vetture concorrenti (1956-59) | Rilevamenti prove su strada Lancia Appia II serie e vetture concorrenti (1956-59) | Rilevamenti prove su strada Lancia Appia II serie e vetture concorrenti (1956-59) | Rilevamenti prove su strada Lancia Appia II serie e vetture concorrenti (1956-59) | Rilevamenti prove su strada Lancia Appia II serie e vetture concorrenti (1956-59) | Rilevamenti prove su strada Lancia Appia II serie e vetture concorrenti (1956-59) | Rilevamenti prove su strada Lancia Appia II serie e vetture concorrenti (1956-59) | Rilevamenti prove su strada Lancia Appia II serie e vetture concorrenti (1956-59) |
| --------------------------------------------------------------------------------- | --------------------------------------------------------------------------------- | --------------------------------------------------------------------------------- | --------------------------------------------------------------------------------- | --------------------------------------------------------------------------------- | --------------------------------------------------------------------------------- | --------------------------------------------------------------------------------- | --------------------------------------------------------------------------------- | --------------------------------------------------------------------------------- | --------------------------------------------------------------------------------- | --------------------------------------------------------------------------------- | --------------------------------------------------------------------------------- | --------------------------------------------------------------------------------- | --------------------------------------------------------------------------------- |
| Rivista                                                                           | Marca e modello                                                                   | Velocità max                                                                      | Accelerazione da fermo                                                            | Accelerazione da fermo                                                            | Accelerazione da fermo                                                            | Accelerazione da fermo                                                            | Accelerazione da fermo                                                            | Ripresa in IV marcia                                                              | Ripresa in IV marcia                                                              | Ripresa in IV marcia                                                              | Consumo km per 1 litro                                                            | Consumo km per 1 litro                                                            | Consumo km per 1 litro                                                            |
|                                                                                   |                                                                                   |                                                                                   |                                                                                   |                                                                                   |                                                                                   |                                                                                   |                                                                                   |                                                                                   |                                                                                   |                                                                                   |                                                                                   |                                                                                   |                                                                                   |
|                                                                                   |                                                                                   | km/h                                                                              | 0-50                                                                              | 0-80                                                                              | 0-100                                                                             | 1/4 di miglio                                                                     | 1 km da fermo                                                                     | da 32 a 64 km/h                                                                   | da 64 a 97 km/h                                                                   | 1 km da 30 all'ora                                                                | a 80 km/h in IV                                                                   | a 100 km/h in IV                                                                  | medio riscontrato                                                                 |
|                                                                                   |                                                                                   |                                                                                   |                                                                                   |                                                                                   |                                                                                   |                                                                                   |                                                                                   |                                                                                   |                                                                                   |                                                                                   |                                                                                   |                                                                                   |                                                                                   |
| Auto Italiana                                                                     | Lancia Appia II serie                                                             | 137,4                                                                             | 7,5"                                                                              | 15,0"                                                                             | 25,0"                                                                             | N.D.                                                                              | 42,0"                                                                             | N.D.                                                                              | N.D.                                                                              | N.D.                                                                              | 13,3                                                                              | 11,5                                                                              | N.D.                                                                              |
| Motor Italia                                                                      | Lancia Appia II serie                                                             | 132,3                                                                             | 9,0"                                                                              | 19,0"                                                                             | 27,5"                                                                             | N.D.                                                                              | 41,2"                                                                             | N.D.                                                                              | N.D.                                                                              | N.D.                                                                              | 13,3                                                                              | 11,5                                                                              | N.D.                                                                              |
| Quattroruote                                                                      | Lancia Appia II serie                                                             | 130,4                                                                             | 8,0"                                                                              | 17,0"                                                                             | 27,5"                                                                             | N.D.                                                                              | 44,0"                                                                             | 17,0"                                                                             | 17,5"                                                                             | 48,8"                                                                             | N.D.                                                                              | N.D.                                                                              | tra 8,3 e 10,5                                                                    |
| Road and Track                                                                    | Lancia Appia II serie                                                             | 131,6                                                                             | 7,0"                                                                              | 15,0"                                                                             | 25,0"                                                                             | 22,5"                                                                             | N.D.                                                                              | N.D.                                                                              | N.D.                                                                              | N.D.                                                                              | N.D.                                                                              | N.D.                                                                              | N.D.                                                                              |
| Sport Cars Illustrated                                                            | Lancia Appia II serie                                                             | 128,7                                                                             | 6,5"                                                                              | 14,2"                                                                             | 24,0"                                                                             | 22,2"                                                                             | N.D.                                                                              | N.D.                                                                              | N.D.                                                                              | N.D.                                                                              | N.D.                                                                              | N.D.                                                                              | N.D.                                                                              |
|                                                                                   |                                                                                   |                                                                                   |                                                                                   |                                                                                   |                                                                                   |                                                                                   |                                                                                   |                                                                                   |                                                                                   |                                                                                   |                                                                                   |                                                                                   |                                                                                   |
| Quattroruote                                                                      | Alfa Romeo Giulietta                                                              | 139,5                                                                             | 6,0"                                                                              | 14,7"                                                                             | 25,0"                                                                             | N.D.                                                                              | 38,6"                                                                             | 11,0"                                                                             | 13,0"                                                                             | 44,2"                                                                             | N.D.                                                                              | N.D.                                                                              | 8,2                                                                               |
| Revue Automobile                                                                  | Alfa Romeo Giulietta                                                              | 141,0                                                                             | 6,5"                                                                              | 14,0"                                                                             | 23,7"                                                                             | N.D.                                                                              | N.D.                                                                              | 12,5"                                                                             | 13,5"                                                                             | N.D.                                                                              | N.D.                                                                              | N.D.                                                                              | N.D.                                                                              |
| Quattroruote                                                                      | Alfa Romeo Giulietta T.I.                                                         | 153,9                                                                             | N.D.                                                                              | N.D.                                                                              | N.D.                                                                              | N.D.                                                                              | 38,3"                                                                             | N.D.                                                                              | N.D.                                                                              | 41,3"                                                                             | 12,5                                                                              | 10,5                                                                              | N.D.                                                                              |
| Revue Automobile                                                                  | Alfa Romeo Giulietta T.I.                                                         | 155,0                                                                             | 5,5"                                                                              | 11,5"                                                                             | 18,0"                                                                             | N.D.                                                                              | N.D.                                                                              | 13,5"                                                                             | 13,5"                                                                             | N.D.                                                                              | N.D.                                                                              | N.D.                                                                              | N.D.                                                                              |
| Quattroruote                                                                      | Dkw Auto Union 1000                                                               | 128,1                                                                             | 7,0"                                                                              | 14,8"                                                                             | 23,0"                                                                             | N.D.                                                                              | 42,3"                                                                             | 18,0"                                                                             | 17,0"                                                                             | 48,0"                                                                             | 14,0                                                                              | 8,7                                                                               | N.D.                                                                              |
| Quattroruote                                                                      | Fiat 1100-103 E mod'56                                                            | 121,6                                                                             | 8,5"                                                                              | 18,0"                                                                             | 29,0"                                                                             | N.D.                                                                              | 41,0"                                                                             | 18,0"                                                                             | 19,0"                                                                             | 48,6"                                                                             | N.D.                                                                              | N.D.                                                                              | tra 8,5 e 11,2                                                                    |
| Quattroruote                                                                      | Fiat 1200 Granluce mod'58                                                         | 138,5                                                                             | 7,0"                                                                              | 15,0"                                                                             | 25,0"                                                                             | N.D.                                                                              | N.D.                                                                              | 16,0"                                                                             | 18,0"                                                                             | N.D.                                                                              | 15,0                                                                              | 12,5                                                                              | N.D.                                                                              |
| The Motor                                                                         | Hillman Mink mod'56                                                               | 126,5                                                                             | 6,5"                                                                              | 16,0"                                                                             | 27,0"                                                                             | 23,4"                                                                             | N.D.                                                                              | 12,5"                                                                             | 16,0"                                                                             | N.D.                                                                              | 12,0                                                                              | 10,3                                                                              | 10,5                                                                              |
| The Motor                                                                         | Simca Aronde Elysée                                                               | 132,9                                                                             | 5,7"                                                                              | 14,8"                                                                             | 26,5"                                                                             | 22,2"                                                                             | N.D.                                                                              | 13,5"                                                                             | 15,3"                                                                             | N.D.                                                                              | 13,3                                                                              | 11,7                                                                              | 9,4                                                                               |
| Quattroruote                                                                      | Volkswagen Mod'56                                                                 | 112,5                                                                             | 8,5"                                                                              | 20,0"                                                                             | 40,0"                                                                             | N.D.                                                                              | 45,6"                                                                             | 15,0"                                                                             | 33,0"                                                                             | 49,0"                                                                             | N.D.                                                                              | N.D.                                                                              | tra 8,7 e 10,4                                                                    |
|                                                                                   |                                                                                   |                                                                                   |                                                                                   |                                                                                   |                                                                                   |                                                                                   |                                                                                   |                                                                                   |                                                                                   |                                                                                   |                                                                                   |                                                                                   |                                                                                   |

## La terza serie

L'Appia terza serie berlina vista di tre quarti anteriore

Benché le vendite della seconda serie non mostrino sintomi di cedimento, quindi un po' inaspettatamente, la Lancia espone al Salone dell'Automobile di Ginevra del marzo 1959 la terza serie dell'Appia.
La differenza più appariscente – che sconcerta e fa discutere gli addetti ai lavori ed i lancisti – sta nella linea della carrozzeria (sempre dovuta al designer Piero Castagnero, già autore della seconda serie) linea che, alternando parti arrotondate ad altre più tese e squadrate, risulta forse più moderna della serie precedente ma sicuramente è disarmonica.

L'Appia terza serie berlina vista di tre quarti posteriore: da notare i gruppi ottici, i paraurti e la zona della targa, tutti particolari modificati rispetto alla seconda serie

Anzitutto viene abbandonata la maschera a scudetto per una presa d'aria a sviluppo orizzontale di forma trapezoidale (somigliante a quella della Flaminia e delle “sorelle” Appia Coupé Pininfarina e Convertibile Vignale). Altre differenze di carrozzeria sono l'abbassamento del profilo del cofano motore, la modifica dei parafanghi posteriori (ora con rilievo più accentuato), la rinnovata forma dei paraurti  (a lama squadrata) ed i nuovi gruppi ottici (di dimensioni più generose e, posteriormente, di forma più squadrata). Anche la zona della targa posteriore è oggetto di variazioni: la luce per l'illuminazione della targa è spostata sul paraurti e, di conseguenza, un nuovo profilo - con la ascritta Appia in corsivo -  sovrasta la targa stessa. Una piccola “chicca”: la modanatura cromata che corre al centro del cofano motore reca, in punta, una lettera “A” in ottone. La gamma colori comprende ora anche alcune tinte metallizzate. All'interno viene aumentato lo spazio utile per i passeggeri (grazie ad una sistemazione “incassata” dei rivestimenti delle portiere) ed abbassato di 2 centimetri il sedile anteriore. Tra le altre modifiche minori vanno annoverati il potenziamento dell'impianto di riscaldamento, il montaggio del cosiddetto “specchietto di cortesia” sul retro della aletta parasole del passeggero, la nuova imbottitura delle citate alette parasole, e, al cruscotto, un diverso disegno del coperchio del vano per l'inserimento dell'eventuale autoradio.

L'originale autoradio Voxson modello Vanguard incorporato nello specchietto retrovisore

A proposito di autoradio: è anche possibile montare un nuovo ed originale apparecchio radio a transistor (Voxson tipo “Vanguard”) sprovvisto della solita antenna ed incorporato nello specchietto retrovisore. All'elenco degli optionals disponibili si aggiunge la frizione automatica Saxomat (90.000 lire il sovrapprezzo) e l'interno in pelle (già previsto per le ultime “seconda serie”): c'è da rilevare tuttavia che probabilmente la disponibilità della frizione automatica è rimasta a livello teorico in quanto pare non sia mai stata effettivamente montata su esemplari di Appia.
Anche la meccanica subisce a sua volta parecchi interventi: la potenza del motore, grazie anche all'aumento del valore del rapporto di compressione (da 7,2:1 a 7,8:1)  sale a 48 HP, mentre la testa, la distribuzione, l'alimentazione ed il sistema di raffreddamento vengono lievemente modificati. Il ponte posteriore ha un nuovo rapporto di 4,182:1 (11/46). Le ruote hanno un diametro inferiore e gli pneumatici hanno nuove misure (155 × 14 in luogo dei 155 × 15 precedenti). L'impianto frenante appare migliorato grazie ai nuovi tamburi anteriori doppio-avvolgenti. Modesto l'incremento delle prestazioni, con la velocità massima che passa da 128 a 132 km orari.
Rinnovata la gamma colori, che comprende anche tre vernici metallizzate (verde medio, celeste e grigio chiaro): altri colori si sono aggiunti successivamente e tra questi va segnalato un originale ma vistoso "oro Longchamps".

Dalla fine del 1960 sull'Appia terza serie è disponibile (come optional) lo schienale unico a inclinazione variabile sino al totale ribaltamento; la regolazione avviene mediante la levetta disposta al lato esterno del sedile (nell’immagine, entro il riquadro rosso)

Appia terza serie berlina: i nuovi interni delle portiere hanno il rivestimento assottigliato per offrire maggior spazio laterale ai passeggeri (nell'immagine, la portiera del guidatore)

- Periodo di produzione: dal marzo 1959 al 27 aprile 1963
- Modelli:

tipo 808.07, berlina 4 porte, 4/5 posti, con guida a sinistra
tipo 808.08, berlina 4 porte, 4/5 posti , con guida a destra
- Motore: 808.07
- Numerazione progressiva telai:

tipo 808.07 oppure 808.08 : da 50.001 a 105.577
- Numerazione progressiva motori:

tipo 808.07 (anche per vetture con guida a destra): da 1001 in avanti
- Unità prodotte:

in totale 55.550 (55.577 secondo alcune fonti) di cui pochissime con guida a destra
- Caratteristiche principali:

motore : anteriore a 4 cilindri a V di 1089,51 cm³, potenza 48 HP a 4900 giri, valvole in testa; :carrozzeria : berlina 4 porte, 4 luci, 4/5 posti, scocca portante, sospensione anteriore ruote indipendenti, sospensione posteriore ad assale rigido;
trasmissione con trazione alle ruote posteriori, cambio a 4 rapporti+retromarcia ;
dimensioni e peso: passo cm 251 - lunghezza cm 402,2 - larghezza cm 148,0 - peso in ordine di marcia kg 960;
velocità max: km/h 132.
A meno di un anno dall'uscita, agli inizi degli anni '60, la terza serie è oggetto delle prime variazioni di rilievo: l'adozione del circuito frenante sdoppiato tipo “Duplex” (esattamente dalla vettura n° 58778), una modifica ai mozzi delle ruote (le cui guarnizioni difettavano di tenuta provocando perdite d'olio) e la aggiunta dei ripetitori laterali indicatori di direzione (di forma rettangolare) in ossequio alle nuove norme del Codice della strada.
Sul finire del 1960, dalla lista degli optionals sparisce la frizione automatica Saxomat – che, probabilmente mai montata sull'Appia, neppure sulla grossa Flaminia ha avuto la diffusione ipotizzata data anche l'avversione dei guidatori italiani per gli automatismi – ma, per contro, si può avere il sedile anteriore con schienale ribaltabile. Dall'ottobre del 1961 si rileva il montaggio di un nuovo tipo di candele, le Marelli CW 225 L.
Nel 1961 la domanda di Appia inizia ad affievolirsi, nel 1962 la discesa si accentua: gli anni cominciano a pesare, la concorrenza è agguerrita ed ormai - grazie al Mercato Comune Europeo – non è più limitata alle “solite” Fiat ed Alfa Romeo ma proviene anche dalle marche estere, francesi e tedesche soprattutto. L'erede è comunque alle porte: nel mese di aprile del 1963 esce infatti la “Fulvia”, una “tutto-avanti” destinata a far strada, specie nella quasi mitica versione “Coupé”.

### Le concorrenti della terza serie

L'abitacolo dell'Appia terza serie berlina, praticamente invariato rispetto a quello delle ultime Appia della serie precedente

La progressiva liberalizzazione dei mercati europei, con la conseguente diminuzione delle imposizioni doganali, amplia considerevolmente la gamma delle vetture concorrenti della "terza serie" Appia, che ormai non è più costituita da sole vetture di costruzione nazionale (come di fatto era accaduto per le due serie precedenti) ma annovera anche unità provenienti dall'estero.

Se scorriamo i listini dei prezzi praticati in Italia nel 1961 dai più importanti costruttori europei, rileviamo che l'Appia terza serie berlina è posta in vendita a 1.215.000 Lire e che le berline offerte ad un prezzo compreso tra 1.000.000 e 1.400.000 Lire sono ben 23, di 16 Marche diverse (in rigoroso ordine alfabetico: Alfa Romeo Giulietta berlina normale, Alfa Romeo Giulietta berlina T.I., Auto Union 1000, Fiat 1100-103 Special, Fiat 1200 Granluce, Fiat 1300 berlina, Fiat 1500 berlina, Ford Taunus 12M, Ford Taunus 12M Super, Ford Nuova Anglia, Ford Prefect, Goliath Hansa 1100 normale, Hillman Minx, Innocenti-Austin A40, Moretti Superpanoramica (ottenibile con motori da 750, 820 e 1000 cm³), Morris Minor 1000, Opel 1200 berlina, Panhard PL17 ("normale" e "Tigre", con motore potenziato), Peugeot 403-1300, Simca Aronde (in due diversi allestimenti), Simca Ariane, Triumph Herald, Volkswagen De Luxe). Da notare che in tre casi, le menzionate vetture vengono offerte addirittura ad un prezzo lievemente inferiore al milione di Lire (Fiat 1100-103 Speciale a 990.000 Lire, Ford Nuova Anglia a 975.000 Lire, Innocenti A40 a 930.000 Lire)
Questo dunque il quadro della situazione nazionale, così come si presenta nella primavera del 1961:
| L'Appia III serie e le sue concorrenti sul mercato Italiano (1961) | L'Appia III serie e le sue concorrenti sul mercato Italiano (1961) | L'Appia III serie e le sue concorrenti sul mercato Italiano (1961) | L'Appia III serie e le sue concorrenti sul mercato Italiano (1961) | L'Appia III serie e le sue concorrenti sul mercato Italiano (1961) | L'Appia III serie e le sue concorrenti sul mercato Italiano (1961) | L'Appia III serie e le sue concorrenti sul mercato Italiano (1961) | L'Appia III serie e le sue concorrenti sul mercato Italiano (1961) | L'Appia III serie e le sue concorrenti sul mercato Italiano (1961) | L'Appia III serie e le sue concorrenti sul mercato Italiano (1961) | L'Appia III serie e le sue concorrenti sul mercato Italiano (1961) | L'Appia III serie e le sue concorrenti sul mercato Italiano (1961) | L'Appia III serie e le sue concorrenti sul mercato Italiano (1961) | L'Appia III serie e le sue concorrenti sul mercato Italiano (1961) | L'Appia III serie e le sue concorrenti sul mercato Italiano (1961) | L'Appia III serie e le sue concorrenti sul mercato Italiano (1961) | L'Appia III serie e le sue concorrenti sul mercato Italiano (1961) | L'Appia III serie e le sue concorrenti sul mercato Italiano (1961) | L'Appia III serie e le sue concorrenti sul mercato Italiano (1961) |  |
| --- | ------------------------------------------------------------------ | ------------------------------------------------------------------ | ------------------------------------------------------------------ | ------------------------------------------------------------------ | ------------------------------------------------------------------ | ------------------------------------------------------------------ | ------------------------------------------------------------------ | ------------------------------------------------------------------ | ------------------------------------------------------------------ | ------------------------------------------------------------------ | ------------------------------------------------------------------ | ------------------------------------------------------------------ | ------------------------------------------------------------------ | ------------------------------------------------------------------ | ------------------------------------------------------------------ | ------------------------------------------------------------------ | ------------------------------------------------------------------ | ------------------------------------------------------------------ |  |
| Tutte le vetture presenti nella tabella, in configurazione berlina, ad eccezione della Volkswagen avevano in comune il motore anteriore e le sospensioni anteriori indipendenti. |                                                                    |                                                                    |                                                                    |                                                                    |                                                                    |                                                                    |                                                                    |                                                                    |                                                                    |                                                                    |                                                                    |                                                                    |                                                                    |                                                                    |                                                                    |                                                                    |                                                                    |                                                                    |  |
| |                                                                    |                                                                    |                                                                    |                                                                    |                                                                    |                                                                    |                                                                    |                                                                    |                                                                    |                                                                    |                                                                    |                                                                    |                                                                    |                                                                    |                                                                    |                                                                    |                                                                    |                                                                    |  |
| Marca e modello | Naz.                                                               | Prezzo Lire Ital. x 1000                                           | Traz.                                                              | N° cil e pos                                                       | Cilin- drata cm³                                                   | Pot.(HP) e regime (vedere nota[a])                                 | Val- vole                                                          | Tipo carr.                                                         | N° posti                                                           | N° porte                                                           | Te- laio                                                           | Sosp ant                                                           | Sosp post                                                          | Cam bio                                                            | Pas- so                                                            | Lungh x Largh                                                      | Peso (kg) (vedere nota[b])                                         | Vel. max km/h                                                      |  |
| |                                                                    |                                                                    |                                                                    |                                                                    |                                                                    |                                                                    |                                                                    |                                                                    |                                                                    |                                                                    |                                                                    |                                                                    |                                                                    |                                                                    |                                                                    |                                                                    |                                                                    |                                                                    |  |
| A.R. Giulietta | I                                                                  | 1.250                                                              | P                                                                  | 4 in linea                                                         | 1290                                                               | 53 HP 5200 giri                                                    | in testa                                                           | ber- lina                                                          | 4/5                                                                | 4                                                                  | por- tante                                                         | indi pend.                                                         | asse rigido                                                        | 4 +RM                                                              | 238                                                                | 399 x 155                                                          | 890                                                                | 140                                                                |  |
| A.R. Giulietta T.I. | I                                                                  | 1.370                                                              | P                                                                  | 4 in linea                                                         | 1290                                                               | 65 HP 5500 giri                                                    | in testa                                                           | ber- lina                                                          | 4/5                                                                | 4                                                                  | por- tante                                                         | indi pend.                                                         | asse rigido                                                        | 4 +RM                                                              | 238                                                                | 399 x 155                                                          | 895                                                                | 155                                                                |  |
| DKW A.Union 1000 | D                                                                  | 1.395                                                              | A                                                                  | 3 in linea (2 tempi)                                               | 981                                                                | 50 HP 4500 giri                                                    | in testa                                                           | ber- lina                                                          | 4/5                                                                | 2                                                                  | te- laio                                                           | indi pend.                                                         | asse rigido                                                        | 4 +RM                                                              | 235                                                                | 422,5 x 170                                                        | 925                                                                | 135                                                                |  |
| Fiat 1100-103 Special | I                                                                  | 990                                                                | P                                                                  | 4 in linea                                                         | 1090                                                               | 50 HP 5300 giri                                                    | in testa                                                           | ber- lina                                                          | 4/5                                                                | 4                                                                  | por- tante                                                         | indi pend.                                                         | asse rigido                                                        | 4 +RM                                                              | 234                                                                | 392 x 146                                                          | 915                                                                | 130                                                                |  |
| Fiat 1200 Granluce | I                                                                  | 1150                                                               | P                                                                  | 4 in linea                                                         | 1221                                                               | 58 HP 5300 giri                                                    | in testa                                                           | ber- lina                                                          | 4/5                                                                | 4                                                                  | por- tante                                                         | indi pend.                                                         | asse rigido                                                        | 4 +RM                                                              | 234                                                                | 392 x 146                                                          | 940                                                                | 140                                                                |  |
| Fiat 1300 | I                                                                  | 1190                                                               | P                                                                  | 4 in linea                                                         | 1295                                                               | 65 HP 5200 giri                                                    | in testa                                                           | ber- lina                                                          | 4/5                                                                | 4                                                                  | por- tante                                                         | indi pend.                                                         | asse rigido                                                        | 4 +RM                                                              | 242                                                                | 403 x 155                                                          | 920                                                                | 140                                                                |  |
| Fiat 1500 | I                                                                  | 1265                                                               | P                                                                  | 4 in linea                                                         | 1481                                                               | 72 HP 5200 giri                                                    | in testa                                                           | ber- lina                                                          | 4/5                                                                | 4                                                                  | por- tante                                                         | indi pend.                                                         | asse rigido                                                        | 4 +RM                                                              | 242                                                                | 403 x 155                                                          | 920                                                                | 150                                                                |  |
| Ford Taunus 12M | D                                                                  | 1255                                                               | P                                                                  | 4 in linea                                                         | 1172                                                               | 38 HP 4250 giri                                                    | late- rali                                                         | ber- lina                                                          | 4/5                                                                | 2                                                                  | por- tante                                                         | indi pend.                                                         | asse rigido                                                        | 3 +RM                                                              | 249                                                                | 406 x 157                                                          | 840                                                                | 115                                                                |  |
| Ford Taunus 12M Super | D                                                                  | 1285                                                               | P                                                                  | 4 in linea                                                         | 1498                                                               | 55 HP 4250 giri                                                    | in testa                                                           | ber- lina                                                          | 4/5                                                                | 2                                                                  | por- tante                                                         | indi pend.                                                         | asse rigido                                                        | 3 +RM                                                              | 249                                                                | 406 x 157                                                          | 910                                                                | >130                                                               |  |
| Ford Nuova Anglia | GB                                                                 | 975                                                                | P                                                                  | 4 in linea                                                         | 997                                                                | 39,5 HP (SAE) 5000 giri                                            | in testa                                                           | ber- lina                                                          | 4                                                                  | 2                                                                  | por- tante                                                         | indi pend.                                                         | asse rigido                                                        | 4 +RM                                                              | 230                                                                | 390 x 146                                                          | 740                                                                | 115                                                                |  |
| Ford Prefect | GB                                                                 | 1.145                                                              | P                                                                  | 4 in linea                                                         | 997                                                                | 39,5 HP (SAE) 5000 giri                                            | in testa                                                           | ber- lina                                                          | 4                                                                  | 4                                                                  | por- tante                                                         | indi pend.                                                         | asse rigido                                                        | 4 +RM                                                              | 221                                                                | 380 x 154                                                          | 780                                                                | 115                                                                |  |
| Goliath Hansa 1100 | D                                                                  | 1.290                                                              | A                                                                  | 4 in linea                                                         | 1101                                                               | 40 HP 4250 giri                                                    | in testa                                                           | ber- lina                                                          | 4/5                                                                | 2                                                                  | piatta- forma                                                      | indi pend.                                                         | asse rigido                                                        | 4 +RM                                                              | 227                                                                | 409 x 163                                                          | 860                                                                | 125                                                                |  |
| Hillman Minx | GB                                                                 | 1.397                                                              | P                                                                  | 4 in linea                                                         | 1494                                                               | 57,5 HP (SAE) 4600 giri                                            | in testa                                                           | ber- lina                                                          | 4/5                                                                | 4                                                                  | por- tante                                                         | indi pend.                                                         | asse rigido                                                        | 4 +RM                                                              | 244                                                                | 412 x 154                                                          | 980                                                                | 128                                                                |  |
| Innocenti A40 | I/GB                                                               | 930                                                                | P                                                                  | 4 in linea                                                         | 948                                                                | 36 HP 4750 giri                                                    | in testa                                                           | ber- lina                                                          | 4                                                                  | 3                                                                  | por- tante                                                         | indi pend.                                                         | asse rigido                                                        | 4 +RM                                                              | 221                                                                | 366 x 151                                                          | 760                                                                | 120                                                                |  |
| Appia III serie | I                                                                  | 1.215                                                              | P                                                                  | 4 a V 10°                                                          | 1090                                                               | 48 HP 4900 giri                                                    | in testa                                                           | ber- lina                                                          | 4/5                                                                | 4                                                                  | por- tante                                                         | indi pend.                                                         | asse rigido                                                        | 4 +RM                                                              | 251                                                                | 402 x 146                                                          | 960                                                                | 132                                                                |  |
| Moretti 750 Superpanoramica | I                                                                  | 1.145                                                              | P                                                                  | 4 in linea                                                         | 748                                                                | 30 HP 4800 giri                                                    | in testa                                                           | ber- lina                                                          | 4                                                                  | 4                                                                  | piatta- forma                                                      | indi pend.                                                         | asse rigido                                                        | 4 +RM                                                              | 215                                                                | 380 x 143                                                          | 780                                                                | 115                                                                |  |
| Moretti 820 Superpanoramica | I                                                                  | 1.170                                                              | P                                                                  | 4 in linea                                                         | 814                                                                | 37 HP 4800 giri                                                    | in testa                                                           | ber- lina                                                          | 4                                                                  | 4                                                                  | piatta- forma                                                      | indi pend.                                                         | asse rigido                                                        | 4 +RM                                                              | 215                                                                | 380 x 143                                                          | 780                                                                | 128                                                                |  |
| Moretti 1000 Superpanoramica | I                                                                  | 1.195                                                              | P                                                                  | 4 in linea                                                         | 985                                                                | 41 HP 5000 giri                                                    | in testa                                                           | ber- lina                                                          | 4                                                                  | 4                                                                  | piatta- forma                                                      | indi pend.                                                         | asse rigido                                                        | 4 +RM                                                              | 215                                                                | 380 x 143                                                          | 780                                                                | 135                                                                |  |
| Morris Minor 1000 | GB                                                                 | 1.230                                                              | P                                                                  | 4 in linea                                                         | 948                                                                | 37 HP SAE 4800 giri                                                | in testa                                                           | ber- lina                                                          | 4/5                                                                | 2                                                                  | por- tante                                                         | indi pend.                                                         | asse rigido                                                        | 4 +RM                                                              | 219                                                                | 376 x 155                                                          | 740                                                                | 115                                                                |  |
| Opel 1200 | D                                                                  | 1.285                                                              | P                                                                  | 4 in linea                                                         | 1205                                                               | 40 HP 4400 giri                                                    | in testa                                                           | ber- lina                                                          | 4/5                                                                | 2                                                                  | por- tante                                                         | indi pend.                                                         | asse rigido                                                        | 3 +RM                                                              | 254                                                                | 442 x 162                                                          | 870                                                                | 115                                                                |  |
| Panhard PL17 | F                                                                  | 1.140                                                              | A                                                                  | 2 orizz opposti                                                    | 851                                                                | 42 HP 5300 giri                                                    | in testa                                                           | ber- lina                                                          | 4/5                                                                | 4                                                                  | piatta- forma                                                      | indi pend.                                                         | asse rigido                                                        | 4 +RM                                                              | 257                                                                | 458 x 167                                                          | 850                                                                | 130                                                                |  |
| Panhard PL17 Tigre | F                                                                  | 1.285                                                              | A                                                                  | 2 orizz opposti                                                    | 851                                                                | 50 HP 6300 giri                                                    | in testa                                                           | ber- lina                                                          | 4/5                                                                | 4                                                                  | piatta- forma                                                      | indi pend.                                                         | asse rigido                                                        | 4 +RM                                                              | 257                                                                | 458 x 167                                                          | 850                                                                | 145                                                                |  |
| Peugeot 403-1300 | F                                                                  | 1.295                                                              | P                                                                  | 4 in linea                                                         | 1290                                                               | 54 HP SAE 4500 giri                                                | in testa                                                           | ber- lina                                                          | 4/5                                                                | 4                                                                  | por- tante                                                         | indi pend.                                                         | asse rigido                                                        | 4 +RM                                                              | 266                                                                | 446 x 167                                                          | 960                                                                | 120                                                                |  |
| Simca Aronde Elysée | F                                                                  | 1.100                                                              | P                                                                  | 4 in linea                                                         | 1290                                                               | 52 HP SAE 4900 giri                                                | in testa                                                           | ber- lina                                                          | 4/5                                                                | 4                                                                  | por- tante                                                         | indi pend.                                                         | asse rigido                                                        | 4 +RM                                                              | 244                                                                | 419 x 157                                                          | 950                                                                | 130                                                                |  |
| Simca Aronde Montlhéry | F                                                                  | 1.150                                                              | P                                                                  | 4 in linea                                                         | 1290                                                               | 62 HP SAE 5200 giri                                                | in testa                                                           | ber- lina                                                          | 4/5                                                                | 4                                                                  | por- tante                                                         | indi pend.                                                         | asse rigido                                                        | 4 +RM                                                              | 244                                                                | 419 x 157                                                          | 945                                                                | 140                                                                |  |
| Simca Ariane 4 Superluxe | F                                                                  | 1.350                                                              | P                                                                  | 4 in linea                                                         | 1290                                                               | 62 HP SAE 5200 giri                                                | in testa                                                           | ber- lina                                                          | 6                                                                  | 4                                                                  | por- tante                                                         | indi pend.                                                         | asse rigido                                                        | 4 +RM                                                              | 269                                                                | 452 x 176                                                          | 1050                                                               | 130                                                                |  |
| Triumph Herald | GB                                                                 | 1.295                                                              | P                                                                  | 4 in linea                                                         | 948                                                                | 35 HP 4500 giri                                                    | in testa                                                           | ber- lina                                                          | 4                                                                  | 2                                                                  | piatta- forma                                                      | indi pend.                                                         | indi pend                                                          | 4 +RM                                                              | 232                                                                | 389 x 153                                                          | 760                                                                | 115                                                                |  |
| Volkswagen 113 DeLuxe | D                                                                  | 980                                                                | P                                                                  | 4 orizz opposti                                                    | 1192                                                               | 34 HP 3600 giri                                                    | in testa                                                           | ber- lina                                                          | 4/5                                                                | 2                                                                  | piatta- forma                                                      | indi pend.                                                         | indi pend                                                          | 4 +RM                                                              | 240                                                                | 407 x 154                                                          | 730                                                                | 115                                                                |  |
| |                                                                    |                                                                    |                                                                    |                                                                    |                                                                    |                                                                    |                                                                    |                                                                    |                                                                    |                                                                    |                                                                    |                                                                    |                                                                    |                                                                    |                                                                    |                                                                    |                                                                    |                                                                    |  |

Note

[a]: Le potenze sono quelle misurate secondo le norme CUNA oppure DIN (praticamente equivalenti); in alcuni casi (opportunamente indicati) la potenza è quella misurata secondo le norme SAE, che determinano un valore maggiore perché la misurazione si intende con motore privo di tutti gli organi accessori.

[b]: Il peso indicato si riferisce in genere a vettura "a secco" (vettura vuota e senza carburante, né acqua né olio).

### Prove su strada della terza serie

La berlina Appia terza serie

The Autocar e Quattroruote sono le due principali testate che, all'inizio degli anni'60, provano l'Appia terza serie berlina. Nel caso della celebre rivista italiana, i giudizi espressi possono così sintetizzarsi: lodevoli il grado di finitura, il consumo ed il cambio, buone la strumentazione, la tenuta all'acqua del corpo vettura, la velocità massima, la marcia in salita, il comfort di marcia e il motore.
Soltanto discrete la capacità di trasporto di persone e bagagli, l'assetto di guida, i comandi, la visibilità, la dotazione di accessori, la piccola manutenzione, la ripresa, la tenuta di strada, lo sterzo, la frizione ed i freni. Giudicata scarsa la validità estetica.

Nella tabella sottoesposta sono raggruppati, oltre a quelli dell'Appia, i dati dei principali rilevamenti di vetture simili per prezzo e/o classe a quelli della piccola Lancia che, in quei primi anni '60, vennero pubblicati dalle più note riviste specializzate (The Autocar, Auto-Parata, Autorama, The Motor, Quattroruote, Revue Automobile)
| Rilevamenti prove su strada Lancia Appia III serie e vetture concorrenti (1959-63) | Rilevamenti prove su strada Lancia Appia III serie e vetture concorrenti (1959-63) | Rilevamenti prove su strada Lancia Appia III serie e vetture concorrenti (1959-63) | Rilevamenti prove su strada Lancia Appia III serie e vetture concorrenti (1959-63) | Rilevamenti prove su strada Lancia Appia III serie e vetture concorrenti (1959-63) | Rilevamenti prove su strada Lancia Appia III serie e vetture concorrenti (1959-63) | Rilevamenti prove su strada Lancia Appia III serie e vetture concorrenti (1959-63) | Rilevamenti prove su strada Lancia Appia III serie e vetture concorrenti (1959-63) | Rilevamenti prove su strada Lancia Appia III serie e vetture concorrenti (1959-63) | Rilevamenti prove su strada Lancia Appia III serie e vetture concorrenti (1959-63) | Rilevamenti prove su strada Lancia Appia III serie e vetture concorrenti (1959-63) | Rilevamenti prove su strada Lancia Appia III serie e vetture concorrenti (1959-63) | Rilevamenti prove su strada Lancia Appia III serie e vetture concorrenti (1959-63) | Rilevamenti prove su strada Lancia Appia III serie e vetture concorrenti (1959-63) |
| ---------------------------------------------------------------------------------- | ---------------------------------------------------------------------------------- | ---------------------------------------------------------------------------------- | ---------------------------------------------------------------------------------- | ---------------------------------------------------------------------------------- | ---------------------------------------------------------------------------------- | ---------------------------------------------------------------------------------- | ---------------------------------------------------------------------------------- | ---------------------------------------------------------------------------------- | ---------------------------------------------------------------------------------- | ---------------------------------------------------------------------------------- | ---------------------------------------------------------------------------------- | ---------------------------------------------------------------------------------- | ---------------------------------------------------------------------------------- |
| Rivista                                                                            | Marca e modello                                                                    | Velocità max                                                                       | Accelerazione da fermo                                                             | Accelerazione da fermo                                                             | Accelerazione da fermo                                                             | Accelerazione da fermo                                                             | Accelerazione da fermo                                                             | Ripresa in IV marcia                                                               | Ripresa in IV marcia                                                               | Ripresa in IV marcia                                                               | Consumo km per 1 litro                                                             | Consumo km per 1 litro                                                             | Consumo km per 1 litro                                                             |
|                                                                                    |                                                                                    |                                                                                    |                                                                                    |                                                                                    |                                                                                    |                                                                                    |                                                                                    |                                                                                    |                                                                                    |                                                                                    |                                                                                    |                                                                                    |                                                                                    |
|                                                                                    |                                                                                    | km/h                                                                               | 0-50                                                                               | 0-80                                                                               | 0-100                                                                              | 1/4 di miglio                                                                      | 1 km da fermo                                                                      | da 30 a 60 km/h                                                                    | da 60 a 90 km/h                                                                    | 1 km da 30 all'ora                                                                 | a 80 km/h in IV                                                                    | a 100 km/h in IV                                                                   | medio riscontrato                                                                  |
|                                                                                    |                                                                                    |                                                                                    |                                                                                    |                                                                                    |                                                                                    |                                                                                    |                                                                                    |                                                                                    |                                                                                    |                                                                                    |                                                                                    |                                                                                    |                                                                                    |
| The Autocar                                                                        | Lancia Appia III serie                                                             | 132,0                                                                              | 6,3"                                                                               | 15,2"                                                                              | 26,0"                                                                              | 22,5"                                                                              | N.D.                                                                               | N.D.                                                                               | N.D.                                                                               | N.D.                                                                               | 13,3                                                                               | 11,7                                                                               | 11,5                                                                               |
| Quattroruote                                                                       | Lancia Appia III serie                                                             | 131,6                                                                              | 7,0"                                                                               | 16,6"                                                                              | 32,6                                                                               | N.D.                                                                               | 44,5"                                                                              | 18,8                                                                               | 18,0"                                                                              | 51,3"                                                                              | 13,5                                                                               | 11,5                                                                               | N.D.                                                                               |
|                                                                                    |                                                                                    |                                                                                    |                                                                                    |                                                                                    |                                                                                    |                                                                                    |                                                                                    |                                                                                    |                                                                                    |                                                                                    |                                                                                    |                                                                                    |                                                                                    |
| Quattroruote                                                                       | Alfa Romeo Giulietta                                                               | 139,5                                                                              | 6,0"                                                                               | 14,7"                                                                              | 25,0"                                                                              | N.D.                                                                               | 38,6"                                                                              | 11,0"                                                                              | 13,0"                                                                              | 44,2"                                                                              | N.D.                                                                               | N.D.                                                                               | 8,2                                                                                |
| Revue Automobile                                                                   | Alfa Romeo Giulietta                                                               | 141,0                                                                              | 6,5"                                                                               | 14,0"                                                                              | 23,7"                                                                              | N.D.                                                                               | N.D.                                                                               | 12,5"                                                                              | 13,5"                                                                              | N.D.                                                                               | N.D.                                                                               | N.D.                                                                               | N.D.                                                                               |
| Quattroruote                                                                       | Alfa Romeo Giulietta T.I. mod'62                                                   | 149,3                                                                              | 5,5"                                                                               | 12,1"                                                                              | 19,4"                                                                              | N.D.                                                                               | 39,5"                                                                              | 19,5"                                                                              | 16,5"                                                                              | 50,8"                                                                              | 12,3                                                                               | 10,8                                                                               | N.D.                                                                               |
| Quattroruote                                                                       | Dkw Auto Union 1000                                                                | 128,1                                                                              | 7,0"                                                                               | 14,8"                                                                              | 23,0"                                                                              | N.D.                                                                               | 42,3"                                                                              | 18,0"                                                                              | 17,0"                                                                              | 48,0"                                                                              | 14,0                                                                               | 8,7                                                                                | N.D.                                                                               |
| Quattroruote                                                                       | Fiat 1100 Special                                                                  | 130,7                                                                              | 6,3"                                                                               | 15,5"                                                                              | 29,9"                                                                              | N.D.                                                                               | 44,2"                                                                              | 18,5"                                                                              | 19,0"                                                                              | 51,7"                                                                              | 14,8                                                                               | 11,5                                                                               | N.D.                                                                               |
| Quattroruote                                                                       | Fiat 1100 D (1221 cm³)                                                             | 131,4                                                                              | 6,3"                                                                               | 16,5"                                                                              | 34,5"                                                                              | N.D.                                                                               | 44,8"                                                                              | 15,0"                                                                              | 21,0"                                                                              | 49,4"                                                                              | 14,0                                                                               | 11,5                                                                               | N.D.                                                                               |
| Autorama                                                                           | Fiat 1100 D (1221 cm³)                                                             | 130,8                                                                              | N.D.                                                                               | 15,9"                                                                              | 29,8"                                                                              | N.D.                                                                               | 44,0"                                                                              | N.D.                                                                               | N.D.                                                                               | N.D.                                                                               | N.D.                                                                               | 12,0                                                                               | N.D.                                                                               |
| Auto-Parata                                                                        | Fiat 1200 Granluce'60                                                              | N.D.                                                                               | N.D.                                                                               | 15,0"                                                                              | 25,5"                                                                              | N.D.                                                                               | N.D.                                                                               | N.D.                                                                               | N.D.                                                                               | N.D.                                                                               | N.D.                                                                               | N.D.                                                                               | N.D.                                                                               |
| Quattroruote                                                                       | Fiat 1300                                                                          | 142,6                                                                              | 5,0"                                                                               | 13,7"                                                                              | 22,7"                                                                              | N.D.                                                                               | 41,1"                                                                              | 14,4"                                                                              | 16,0"                                                                              | 47,6"                                                                              | 12,4                                                                               | 10,6                                                                               | N.D.                                                                               |
| Quattroruote                                                                       | Ford Nuova Anglia                                                                  | 118,0                                                                              | 7,5"                                                                               | 21,6"                                                                              | 50,0"                                                                              | N.D.                                                                               | 47,8"                                                                              | 18,7"                                                                              | 24,3"                                                                              | 52,7"                                                                              | 15,9                                                                               | 13,2                                                                               | N.D.                                                                               |
| Quattroruote                                                                       | Ford Taunus 12M mod'63                                                             | 126,4                                                                              | 7,0"                                                                               | 17,1"                                                                              | 33,6"                                                                              | N.D.                                                                               | 44,8"                                                                              | 15,3"                                                                              | 20,0"                                                                              | 49,6"                                                                              | 13,7                                                                               | 11,4                                                                               | N.D.                                                                               |
| Autorama                                                                           | Ford Taunus 12M mod'63                                                             | 127,2                                                                              | N.D.                                                                               | 17,1"                                                                              | 30,9"                                                                              | N.D.                                                                               | 43,4"                                                                              | N.D.                                                                               | N.D.                                                                               | N.D.                                                                               | N.D.                                                                               | 13,8                                                                               | N.D.                                                                               |
| Quattroruote                                                                       | Innocenti-Austin A40 I serie ('61)                                                 | 116,4                                                                              | N.D.                                                                               | 22,0"                                                                              | 46,0"                                                                              | N.D.                                                                               | 48,2"                                                                              | N.D.                                                                               | N.D.                                                                               | 49,8"                                                                              | 15,8                                                                               | 12,5                                                                               | N.D.                                                                               |
| Quattroruote                                                                       | Innocenti-Austin A40 II serie ('62)                                                | 128,6                                                                              | 8,0"                                                                               | 20,6"                                                                              | 40,0"                                                                              | N.D.                                                                               | 47,2"                                                                              | 14,1"                                                                              | 18,0"                                                                              | 48,0"                                                                              | 16,6                                                                               | 13,6                                                                               | N.D.                                                                               |
| The Motor                                                                          | Morris Minor 1000                                                                  | 117,8                                                                              | 6,8"                                                                               | 16,0"                                                                              | N.D.                                                                               | 23,4"                                                                              | N.D.                                                                               | 15,0"                                                                              | 20,0"                                                                              | N.D.                                                                               | 15,0                                                                               | 12,7                                                                               | 13,4                                                                               |
| Quattroruote                                                                       | Panhard PL17                                                                       | 128,8                                                                              | 7,5"                                                                               | 20,2"                                                                              | 30,0"                                                                              | N.D.                                                                               | 46,4"                                                                              | N.D.                                                                               | N.D.                                                                               | 52,6"                                                                              | N.D.                                                                               | N.D.                                                                               | N.D.                                                                               |
| Quattroruote                                                                       | Simca Aronde P60                                                                   | 125,0                                                                              | 6,5"                                                                               | 16,0"                                                                              | 28,7"                                                                              | N.D.                                                                               | 44,4"                                                                              | 18,5"                                                                              | 15,5"                                                                              | 50,9"                                                                              | 11,6                                                                               | 10,5                                                                               | N.D.                                                                               |
| The Motor                                                                          | Triumph Herald                                                                     | 114,1                                                                              | 7,6"                                                                               | 19,2"                                                                              | N.D.                                                                               | 24,6"                                                                              | N.D.                                                                               | 13,5"                                                                              | 21,0"                                                                              | N.D.                                                                               | 12,6                                                                               | 11,5                                                                               | 12,2                                                                               |
| Quattroruote                                                                       | Volkswagen Mod'61                                                                  | 116,8                                                                              | 7,0"                                                                               | 18,0"                                                                              | 39,0"                                                                              | N.D.                                                                               | 45,9"                                                                              | 16,4"                                                                              | 12,9"                                                                              | 51,0"                                                                              | 15,1                                                                               | 12,0                                                                               | N.D.                                                                               |
|                                                                                    |                                                                                    |                                                                                    |                                                                                    |                                                                                    |                                                                                    |                                                                                    |                                                                                    |                                                                                    |                                                                                    |                                                                                    |                                                                                    |                                                                                    |                                                                                    |

## Dati produttivi Appia berlina
| Dati produzione Appia berlina | Dati produzione Appia berlina | Dati produzione Appia berlina | Dati produzione Appia berlina | Dati produzione Appia berlina |  |
| ----------------------------- | ----------------------------- | ----------------------------- | ----------------------------- | ----------------------------- |  |
|                               | Berline                       |                               |                               |                               |  |
| Anni                          | Prima serie                   | Seconda serie                 | Terza serie                   | Totale berline                |  |
|                               |                               |                               |                               |                               |  |
| 1953                          | 5286                          | ---                           | ---                           | 5286                          |  |
| 1954                          | 10215                         | ---                           | ---                           | 10215                         |  |
| 1955                          | 4497                          | ---                           | ---                           | 4497                          |  |
| 1956                          | 27                            | 5307                          | ---                           | 5334                          |  |
| 1957                          | ---                           | 8357                          | ---                           | 8357                          |  |
| 1958                          | ---                           | 7982                          | ---                           | 7982                          |  |
| 1959                          | ---                           | 779                           | 9322                          | 10101                         |  |
| 1960                          | ---                           | ---                           | 17066                         | 17066                         |  |
| 1961                          | ---                           | ---                           | 13860                         | 13860                         |  |
| 1962                          | ---                           | ---                           | 12250                         | 12250                         |  |
| 1963                          | ---                           | ---                           | 3052                          | 3052                          |  |
| Totale per modello            | 20025                         | 22425                         | 55550 [a]                     | 98000 [b]                     |  |

Note:
[a][b] : Secondo alcune fonti il totale di berlina terza serie sarebbe di 55577 (anziché 55550) ed il totale generale di berline 98027 (anziché 98000).

## Dati vendite per "serie" e per anno
Escludendo dal computo i cosiddetti "veicoli commerciali" (Autolettighe, Camioncini e Furgoncini) per i quali non si hanno dati precisi concernenti le vendite in Italia, le "Appia" immatricolate nuove in Italia, dal 1953 al 1963, risultano 97.026.
Poiché le unità costruite sono invece 103.161 (98.000 berline e 5.161 "speciali" ovvero coupé, spider, berlinette Zagato, Giardinette e Lusso), se ne deduce che l'esportazione ha assorbito poco più di 6.000 unità (6135 pezzi) vale a dire un 6% scarso della produzione.
Una stima del dato per ciascuna serie conduce a questi numeri:
- prima serie: 20.025 costruite (esclusivamente berline), 19.700 vendute in Italia, 325 esportate (1,6%)
- seconda serie: 24.180 costruite (22.425 berline e 1.755 "speciali"), 22.100 vendute in Italia, 2.080 esportate (8,6%)
- terza serie: 58.956 costruite (55.550 berline e 3.406 "speciali"), 55.226 vendute in Italia, 3.730 esportate (6,3%)

| Dati vendite in Italia vetture Appia (comprese, oltre alle Berlina, le Coupé, le Berlinette Zagato, le Spider, le Giardinette e le Lusso ma esclusi i veicoli cosiddetti "commerciali", ovvero Autolettighe, Camioncini e Furgoncini) | Dati vendite in Italia vetture Appia (comprese, oltre alle Berlina, le Coupé, le Berlinette Zagato, le Spider, le Giardinette e le Lusso ma esclusi i veicoli cosiddetti "commerciali", ovvero Autolettighe, Camioncini e Furgoncini) | Dati vendite in Italia vetture Appia (comprese, oltre alle Berlina, le Coupé, le Berlinette Zagato, le Spider, le Giardinette e le Lusso ma esclusi i veicoli cosiddetti "commerciali", ovvero Autolettighe, Camioncini e Furgoncini) | Dati vendite in Italia vetture Appia (comprese, oltre alle Berlina, le Coupé, le Berlinette Zagato, le Spider, le Giardinette e le Lusso ma esclusi i veicoli cosiddetti "commerciali", ovvero Autolettighe, Camioncini e Furgoncini) | Dati vendite in Italia vetture Appia (comprese, oltre alle Berlina, le Coupé, le Berlinette Zagato, le Spider, le Giardinette e le Lusso ma esclusi i veicoli cosiddetti "commerciali", ovvero Autolettighe, Camioncini e Furgoncini) |
| --- | --- | --- | --- | --- |
| | | | | |
| Anni | Prima serie | Seconda serie | Terza serie | Totale |
| | | | | |
| 1953 | 4547 | --- | --- | 4547 |
| 1954 | 9297 | --- | --- | 9297 |
| 1955 | 5007 | --- | --- | 5007 |
| 1956 | 849 [a] | 4401 [a] | --- | 5250 [a] |
| 1957 | --- | 8275 | --- | 8275 |
| 1958 | --- | 7855 | --- | 7855 |
| 1959 | --- | 1569[b] | 7886[b] | 9455 [b] |
| 1960 | --- | --- | 16209 | 16209 |
| 1961 | --- | --- | 14656 | 14656 |
| 1962 | --- | --- | 11675 | 11675 |
| 1963 | --- | --- | 4800 | 4800 |
| Totale | 19700 [c] | 22100 [c] | 55226 [c] | 97026 [c] |

Note:

[a] Il totale annuo (5250 unità) è un dato certo, mentre la ripartizione tra "I serie" (849) e "II serie" (4401) è un dato stimato anche se certamente prossimo alla realtà;

[b] Il totale annuo (9455 unità) è un dato certo, mentre la ripartizione tra "II serie" (1569) e "III serie" (7886) è un dato stimato anche se certamente prossimo alla realtà;

[c] La ripartizione nelle tre serie è frutto di stima (ved. precedenti note [a] e [b]) anche se i dati dovrebbero essere assai prossimi alla realtà.

## Schema periodi commercializzazione Appia berlina
| Le berline Appia         | Le berline Appia      | Le berline Appia      | Le berline Appia | Le berline Appia |
| ------------------------ | --------------------- | --------------------- | ---------------- | ---------------- |
| Anno commercializzazione | Prima serie           | Seconda serie         | Terza serie      |                  |
| 1953                     | da aprile             | ---                   | ---              |                  |
| 1954                     | anno intero           | ---                   | ---              |                  |
| 1955                     | anno intero           | ---                   | ---              |                  |
| 1956                     | sino a febbraio/marzo | da marzo              | ---              |                  |
| 1957                     | ---                   | anno intero           | ---              |                  |
| 1958                     | ---                   | anno intero           | ---              |                  |
| 1959                     | ---                   | sino a febbraio/marzo | da marzo         |                  |
| 1960                     | ---                   | ---                   | anno intero      |                  |
| 1961                     | ---                   | ---                   | anno intero      |                  |
| 1962                     | ---                   | ---                   | anno intero      |                  |
| 1963                     | ---                   | ---                   | sino a giugno    |                  |